# Săn voi

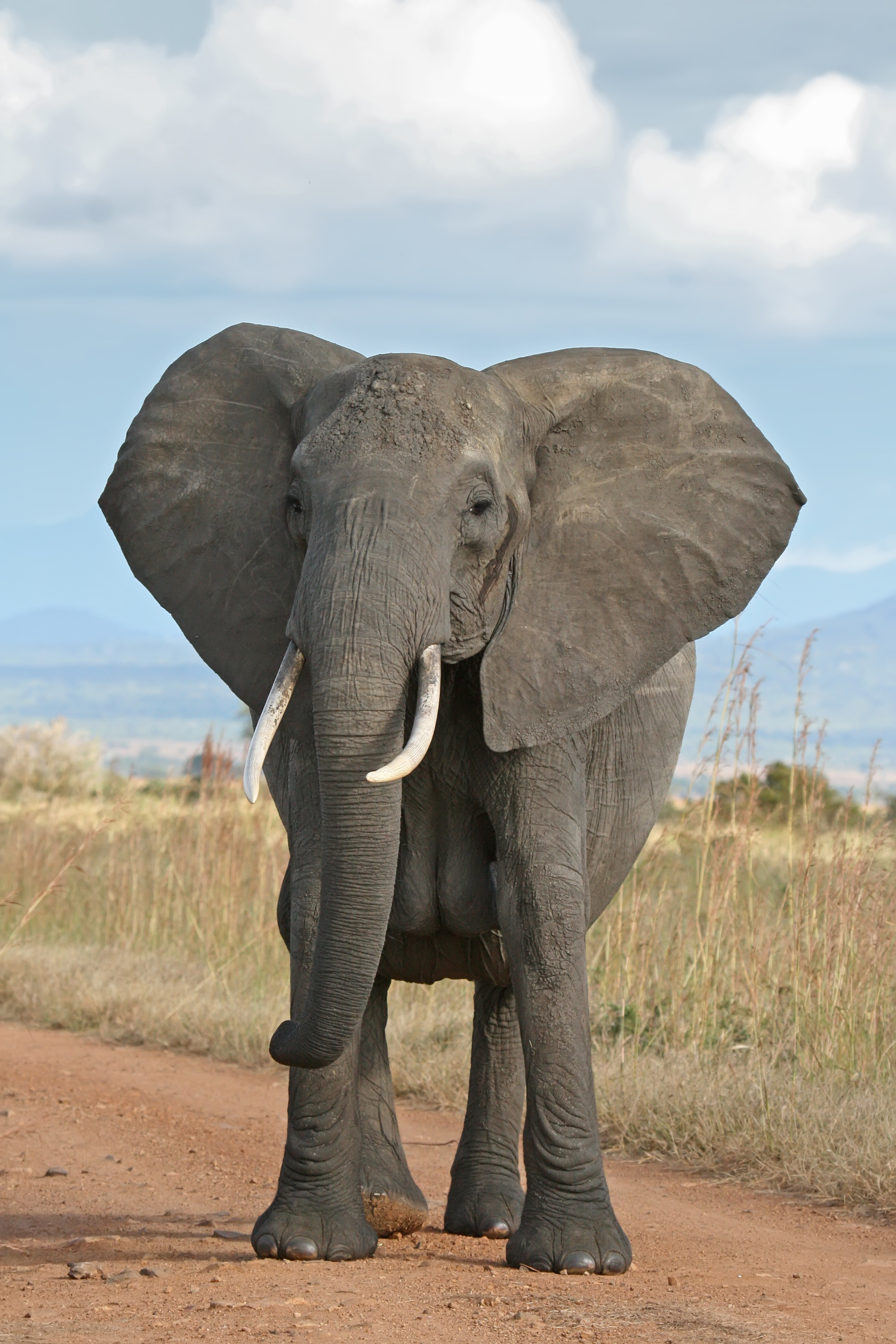
Voi châu Phi, loài voi bị săn bắn dữ dội để lấy ngà

Săn voi là hành động săn bắt hoặc giết voi của các cộng đồng người dân châu Phi hay châu Á. Lịch sử xa xưa của nhân loại cho thấy việc săn voi ban đầu chủ yếu nhằm lấy thịt voi đáp ứng nhu cầu thực phẩm. Theo sự phát triển của các xã hội, về sau tại một số quốc gia châu Á săn voi còn để bắt và thuần dưỡng (chủ yếu là loài voi châu Á) phục vụ cho những nhu cầu của con người (như tận dụng sức kéo, vận tải, phương tiện chiến tranh, quà cống nạp). Việc săn voi còn để lấy ngà, một bộ phận dạng xương/răng cửa trên của con voi có giá trị đặc biệt, để chế tác đồ thủ công mỹ nghệ và đồ trang sức.
Hiện nay, săn voi lấy ngà làm gia tăng tình trạng săn bắn voi ở quy mô lớn bất chấp thủ đoạn, mang tính tận diệt, là nguyên nhân nghiêm trọng nhất đưa loài voi (đặc biệt là voi châu Phi) đến bờ vực tuyệt chủng. Diễn ra chủ yếu tại các quốc gia châu Phi, nạn săn bắn voi là trái phép, nhưng một số nơi lại được coi là hợp pháp. Tuy vậy, không chỉ tại châu Phi mà ở các quốc gia châu Á như Thái Lan, Việt Nam, Indonesia, nơi có đàn voi hoang dã sinh sống, nạn săn voi cũng diễn ra ngày một nhiều hơn. Từ một loài động vật phổ biến trên các thảo nguyên, trong rừng, voi dần trở thành một loài quý hiếm thậm chí ở mức nguy cấp.

## Lịch sử
Với khối lượng khổng lồ của mình, voi có nhiều thịt để cung cấp cho cồng đồng ăn thịt. Thịt voi, với tư cách là một nguồn thực phẩm cho cả người và động vật đã được sử dụng xuyên suốt trường kỳ thời gian và đó là nguyên nhân của việc săn bắt voi trong lịch sử, gắn với thời kỳ săn bắt và hái lượm. Đầu thời kỳ đồ đá cũ, khoảng 120.000 TCN, các xã hội châu Phi đang trong giai đoạn săn bắt và hái lượm được cho là đã thành thạo trong việc săn voi để lấy thịt. Một mẫu vật của loài voi đã tuyệt chủng là Palaeoloxodon antiquus được phát hiện ở Thung lũng Ebbsfleet, gần Swanscombe: bộ xương 400.000 năm tuổi, được tìm thấy với các công cụ bằng đá nằm rải rác xung quanh, cho thấy con voi đã bị xẻ thịt bởi một bộ lạc của người tiền sử có tại thời điểm, được gọi là Homo heidelbergensis.

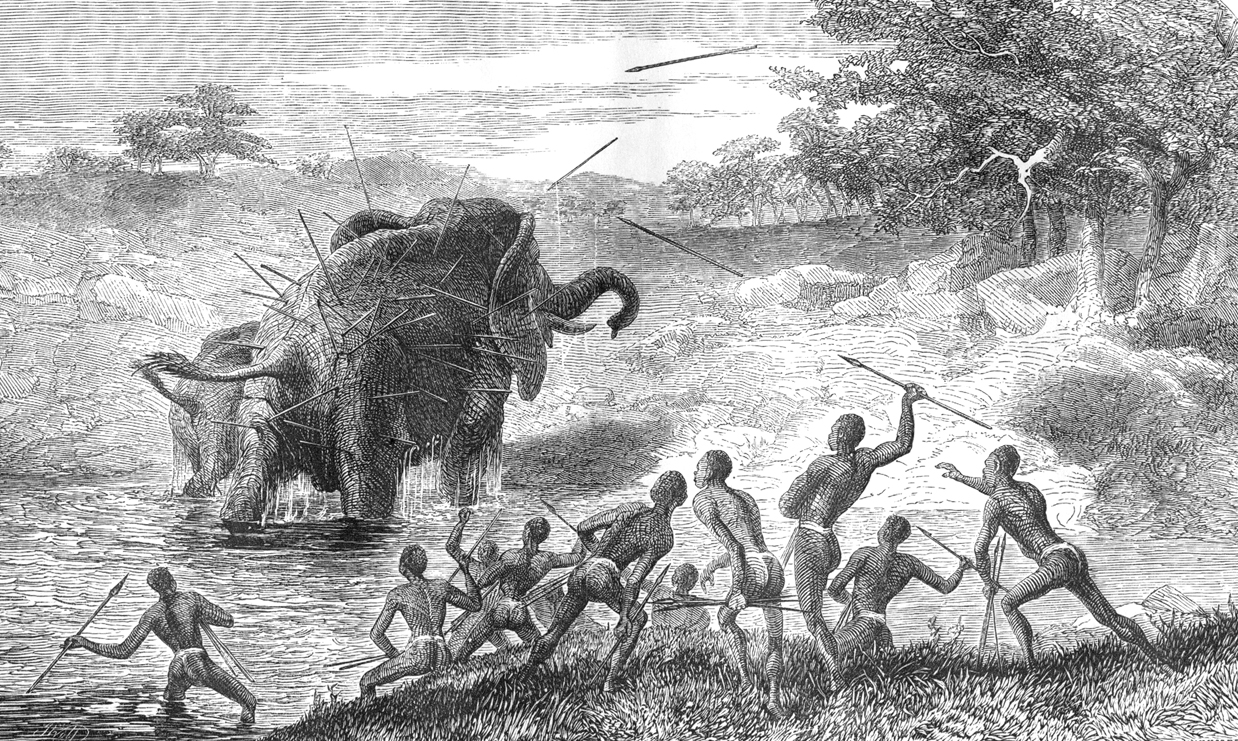
Một cảnh săn voi ở châu Phi để lấy thịt

Các nhà khảo cổ cũng thường thấy xương voi ma mút và xương loài voi khác tại các địa điểm đồ đá cũ ở Levant phía tây nam châu Á với đặc điểm là đã bị đập vỡ để lấy tủy. Có nơi người ta đã phát hiện ra ba chiếc rìu cắm gần xác một con voi với ngà bị cắt xẻ. Vết tích ở Israel chứng tỏ người cố đại từ 500 nghìn năm trước đã sử dụng những công cụ bằng đá để xẻ thịt voi lấy mỡ, gân và tủy. Những công cụ bằng đá có niên đại nửa triệu năm tuổi đã được khai quật ở Israel, chúng có vết tích chất béo của voi bám vào, cho thấy con người cổ đại đã từng sử dụng các công cụ để xẻ thịt những động vật cỡ lớn.
Việc phát hiện ra xương và ngà voi có từ cách đây 400.000 năm tại Anh chứng tỏ người cổ đại đã mổ voi để lấy thịt ăn. Xác chết của một con voi trưởng thành mà vây xung quanh là những công cụ bằng đá đã được tìm thấy tại Kent. Thợ săn đã sử dụng công cụ để xẻ thịt voi, sau khi giết chết con vật bằng giáo gỗ. Bằng chứng sớm nhất về thời kỳ đồ đá này đã được hé lộ khi người ta đang tiến hành xây dựng con đường Southfleet Road ở Ebbsfleet, Kent. Cuộc khai quật làm lộ ra bộ xương của một loài voi đã tuyệt chủng (Palaeoloxodon antiquus) nằm bên rìa của nơi từng là một cái hồ nhỏ.Các công cụ bằng đá nằm rải rác xung quanh, cho thấy con vật đã bị mổ xẻ bởi một bộ tộc người cổ đại vào thời đó, tên là Homo heidelbergensis, con voi, có kích cỡ gấp đôi những con ngày nay, có thể đã bị hạ bởi một nhóm thợ săn trang bị giáo mác làm bằng gỗ. Họ có thể đã săn lùng con vật hoặc tìm thấy nó trong tình trạng bị thương và giết chết. Sau đó họ đi tìm những công cụ bằng đá gần đó và bu lấy xung quanh con vật, xẻ thịt rồi mang những tảng thịt lớn về lều trại của mình. Con voi có thể đã được ăn sống bởi không có bằng chứng về việc dùng lửa để nấu nướng vào thời đó.

## Châu Phi

### Tình hình chung

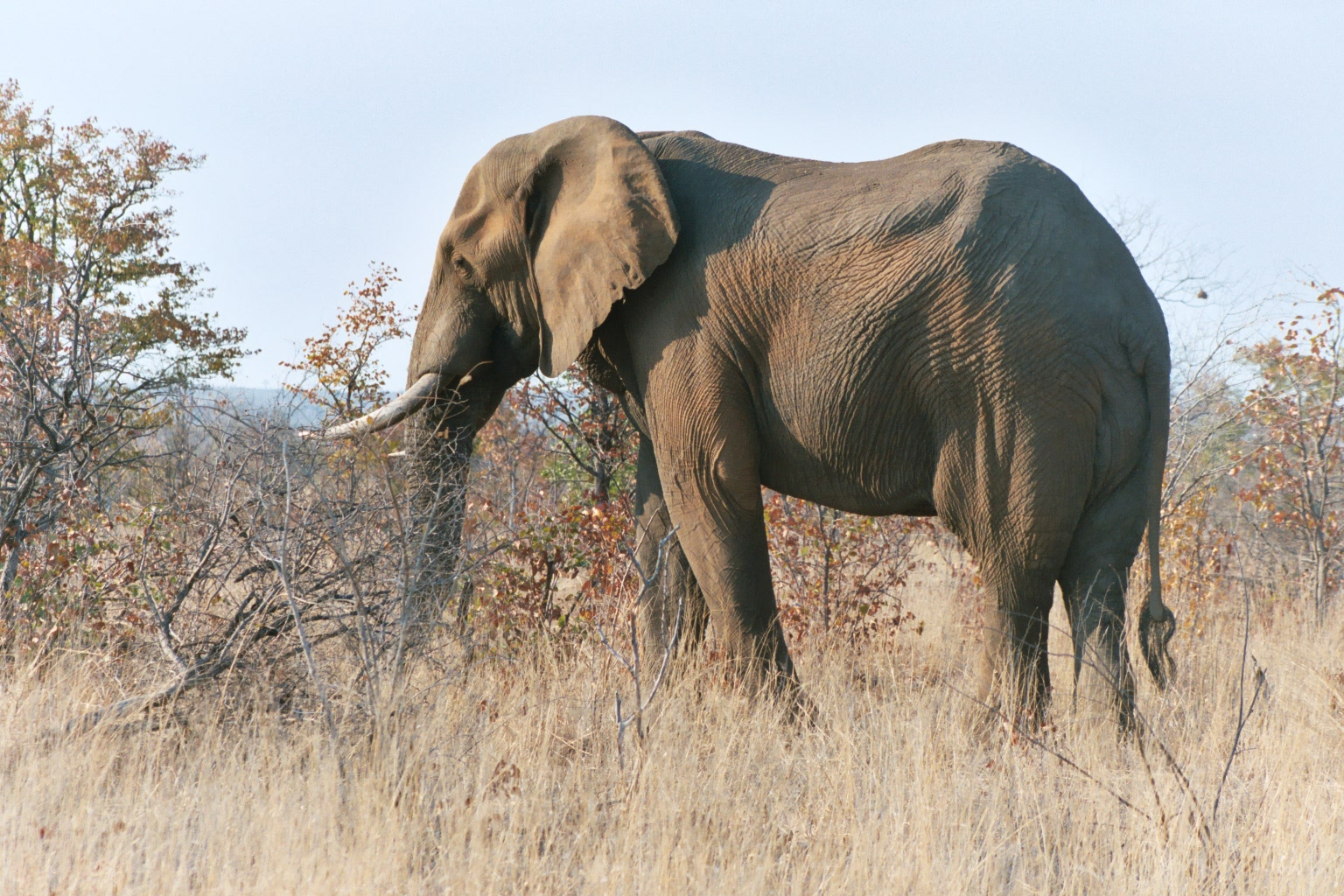
Số lượng voi châu Phi đang sút giảm mạnh vì nạn săn bắn trộm để lấy ngà

Vào năm 2007, trên toàn châu Phi có từ 500 ngàn đến 650 ngàn con voi. Trong số này khoảng 39% sống ở phía nam lục địa, 29% ở miền trung, 26% ở phía đông và chỉ có 5% tại tây Phi. Quần thể voi châu Phi hiện nay còn khoảng 427.000 con (một thống kê khác thì trong môi trường tự nhiên hiện có khoảng 470.000-690.000 voi châu Phi). Nạn phá rừng và săn bắn trộm đang đe dọa sự sinh tồn của chúng. Voi rừng châu Phi ngày càng ít chủ yếu do săn bắn, xu hướng tiến đến tuyệt chủng nhanh chóng, có thể là trong thập kỷ tới nếu không có những biện pháp bảo vệ cần thiết. Gần một phần ba diện tích đất sinh sống của voi rừng châu Phi, nơi chúng có thể sống 10 năm trước đây, đã trở nên quá nguy hiểm với voi. Về mặt lịch sử, voi từng sinh sống khắp cánh rừng ở khu vực rộng lớn hơn 2 triệu km2, giờ đây co lại chỉ còn một phần tư.
Mặc dù rừng vẫn còn nhưng không có voi xuất hiện cho thấy đây không hẳn là vấn đề về sự xuống cấp của sinh cảnh sống, nguyên nhân hầu như hoàn toàn do săn bắt. Voi ngày càng biến mất nhiều hơn ở những nơi có nhiều người sinh sống, nhiều công trình như đường sá, mức độ săn bắn cao và quản lý kém thể hiện bằng tham nhũng và thiếu thực thi luật, dọc con đường buôn lậu ngà voi, tại nơi tiêu thụ ở các nước phía đông. Voi rừng cần hai thứ là không gian đủ sinh sống và sự bảo vệ, các con đường không có bảo vệ, thường là dính líu tới khai thác gỗ hoặc các tài nguyên thiên nhiên khác, ngày càng lấn sâu vào khu vực tự nhiên và kéo theo cái chết của voi.
Buôn bán bất hợp pháp ngà voi tại châu Phi đã tăng sau khi lệnh cấm buôn bán quốc tế của CITES được nới lỏng vào năm 2007 và cho phép các quốc gia châu Phi bán kho ngà voi có nguồn gốc từ các cá thể voi đã chết trong tự nhiên hoặc do bệnh tật. Hiện tượng săn bắt voi lấy ngà đáp ứng nhu cầu ngà voi của Trung Quốc đang là một vấn nạn nghiêm trọng ở châu Phi. Giới khoa học bảo tồn đang kêu gọi các biện pháp khẩn cấp để cứu loài voi, khi 62% số lượng voi rừng châu Phi đã mất đi trong thập kỷ qua. Sự suy giảm ghi nhận ở khắp các khu vực sinh sống của voi rừng tại Cameroon, Cộng hòa Trung Phi, Cộng hòa dân chủ Congo, Gabon và Cộng hoà Congo. Tại Cộng hoà dân chủ Congo số lượng voi giảm mạnh tại Khu bảo tồn động vật Okapi, nơi được coi là pháo đài cuối cùng của voi ở khu vực.

### Thực trạng

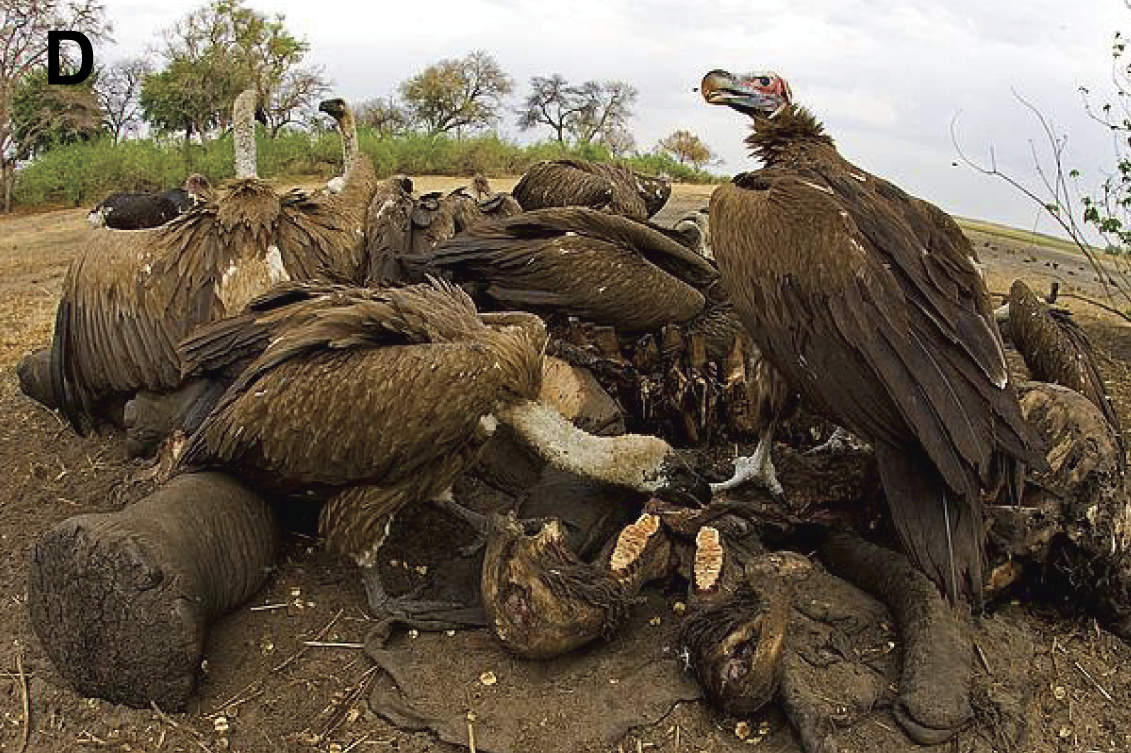
Xác một con voi chết

Theo thống kê, tổng đàn voi châu Phi có 600.000 con mỗi năm chết khoảng 38.000 con. Con số này dựa trên số vụ buôn bán ngà voi trái phép và nó vượt quá tỷ lệ sinh hằng năm của loài voi. Điều đó có nghĩa nếu thế giới không có biện pháp can thiệp, voi châu Phi có thể đối mặt với thảm cảnh tuyệt chủng toàn diện trong vòng 15 năm tới. Năm 2005, công viên quốc gia Zakouma ở Chad có 3.885 con voi, nhưng đến năm 2009 con số này tụt xuống chỉ còn 617. 20 năm sau khi lệnh cấm mua bán ngà voi quốc tế có hiệu lực, voi ở châu Phi vẫn là mục tiêu của bọn săn bắt trộm, tình trạng mua bán ngà voi khắp mọi nơi chính là mối họa đối với sự sống còn của voi.
Tỷ lệ này giảm nhẹ trong giai đoạn 2012-2013 song vẫn ở mức cao. Đáng chú ý, trong năm 2011 - thời điểm nạn săn bắn voi trái phép vượt tầm kiểm soát, số lượng voi giảm tới 8%, tương đương khoảng 40.000 con voi bị giết hại. Tại Botswana, Namibia và Nam Phi, những chú voi châu Phi được bảo vệ tốt hơn, đặc biệt tại Trung Phi, Tanzania và Mozambique - nơi sinh sống của hơn 70% số voi sống trong môi trường tự nhiên. Tỷ lệ voi tử vong vì săn trộm trên toàn châu Phi vào khoảng 8% một năm, cao hơn tỷ lệ tử vong hàng năm 7.4% đã khiến Chính phủ nhiều nước ban hành lệnh cấm buôn bán ngà voi quốc tế gần 20 năm trước.
Tuy nhiên tỷ lệ tử vong do săn trộm cuối những năm 1980 được thống kê dựa trên số lượng hơn 1 triệu con voi. Ngày nay, tổng số voi trên toàn châu Phi ít hơn 470.000 con. Nếu chiều hướng này tiếp tục diễn ra, sẽ không còn bất cứ con voi nào ngoài những vùng được rào kiên cố cùng với lực lượng bảo vệ đông đảo. Tỷ lệ voi châu Phi bị những kẻ săn bắn trộm giết hại mỗi năm còn cao hơn tỷ lệ sinh của loài này. Số lượng voi châu Phi giảm khoảng 2% mỗi năm, và tỷ lệ này trong những năm gần đây cao hơn hẳn so với các ước tính trước đó.Tính trung bình, những kẻ săn bắn trộm đã giết hại hơn 33.600 con voi mỗi năm trong giai đoạn 2010-2012.
Các quốc gia châu Phi sẽ thiệt hại 20% số lượng voi trong thập kỷ tới, săn bắt voi ở châu Phi đang trở thành vấn nạn và sẽ dẫn đến tuyệt chủng loài nếu tỷ lệ tàn sát vẫn tiếp tục. Hoàn cảnh này cũng đặc biệt ở Trung Phi khi tỷ lệ giết hại voi ở đây gấp đôi so với mức trung bình của toàn châu lục. Voi ở Trung Phi đang ở trung tâm của các cuộc đụng độ mặc dù mức độ săn bắt ở các tiểu vùng khác như miền Nam và miền Bắc châu Phi còn cao hơn nhiều lần. Đói nghèo và lạc hậu tại các quốc gia châu Phi cùng với nhu cầu ngày càng tăng về ngà voi ở các nước tiêu thụ là những nguyên nhân chính của tình hình săn bắt voi bất hợp pháp ngày càng tăng. Voi châu Phi sẽ suy giảm 1/5 quần thể trong 10 năm tới. Nguyên nhân voi châu Phi sắp có nguy cơ tuyệt chủng là do nạn buôn bán ngà voi ngày càng phổ biến. Chi phí để săn bắn hợp pháp một con voi châu Phi ở Zimbabwe là 50.000 USD.

### Các biện pháp
Tại nhiều nơi ở châu Phi, loài voi đang dần biến mất do việc buôn bán ngà voi vượt ngoài tầm kiểm soát. Khắp châu Phi, tình trạng săn bắt voi đang lên tới mức cao nhất trong vòng 20 năm qua. Trong những năm 80 của thế kỷ 20, hơn một nửa số voi châu Phi đã bị xóa sổ. Hầu hết chúng chết do những kẻ săn trộm voi lấy ngà. Nhưng vào tháng 1 năm 1990, nhiều nước trên thế giới đã ký một lệnh cấm quốc tế về việc buôn bán ngà voi. Năm 1989, Hội nghị thương mại quốc tế về các loài bị nguy hiểm trong quần thể động thực vật đã cấm hầu hết các trao đổi buôn bán ngà voi quốc tế. Lệnh cấm này có hiệu lực với tất cả các hoạt động trao đổi buôn bán ngà voi ngoại trừ ngà voi được các quốc gia khai thác một cách hợp pháp từ các đàn voi của họ hoặc từ những con voi đã chết.

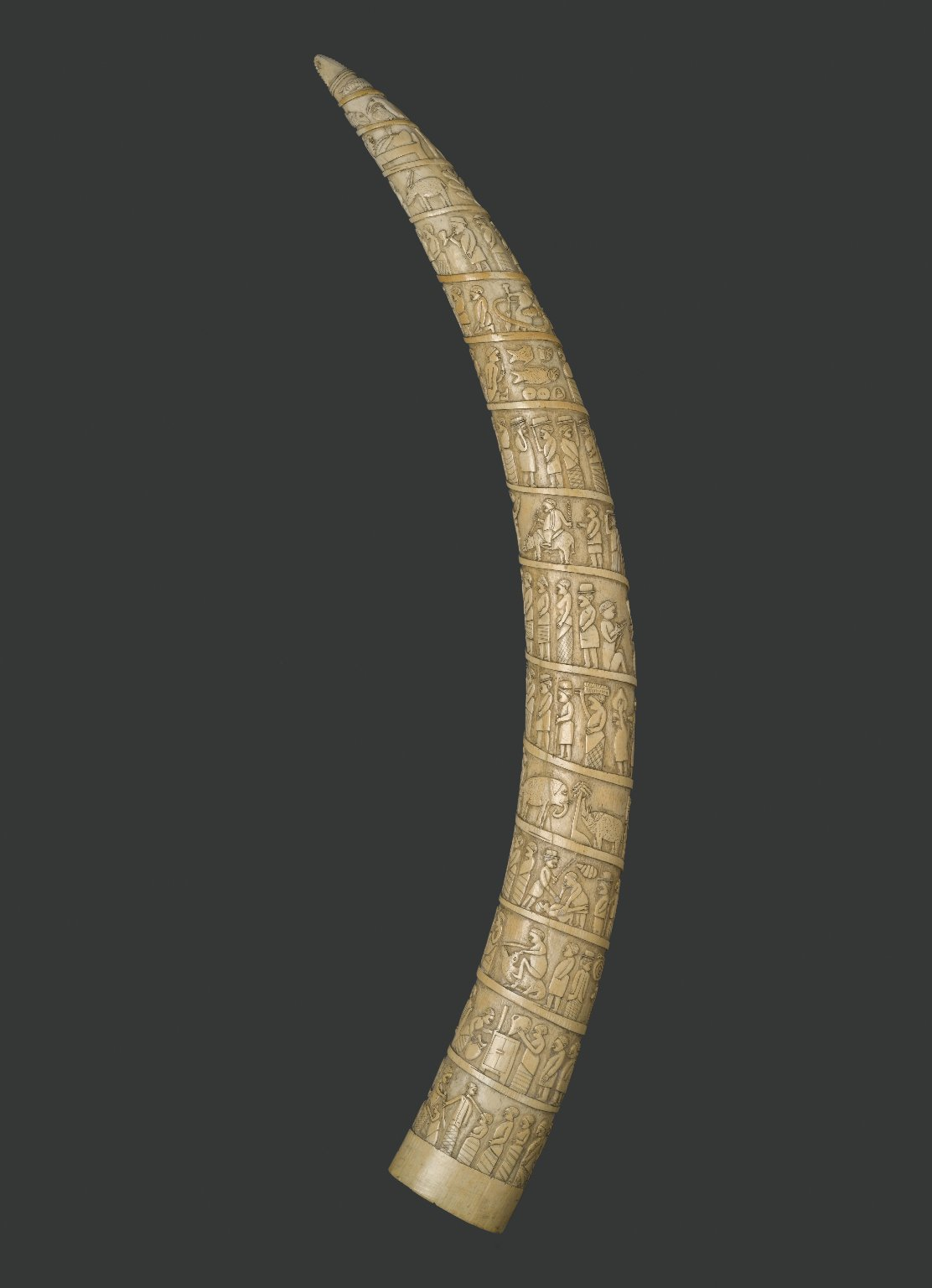
Một cái ngà voi được chạm trổ tinh xảo

Tại thời điểm lệnh cấm được ban hành, những kẻ săn trộm giết trung bình 70.000 con voi một năm. Lệnh cấm đã thúc đẩy những nỗ lực cưỡng chế mạnh mẽ, khiến việc săn trộm gần như dừng ngay lập tức. Nhu cầu sử dụng ngà voi trên thế giới giảm nhờ một chiến dịch nâng cao nhận thức cộng đồng trên toàn thế giới. Số lượng voi đã bắt đầu tăng trở lại. Tuy nhiên, thành công bước đầu khiến việc thi hành lệnh cấm sau đó trở nên lơi lỏng. Các nước phương Tây đã rút bỏ trợ giúp 4 năm sau khi lệnh cấm được ban hành khiến việc săn trộm dần dần tăng lên cho đến tỷ lệ báo động. Voi châu Phi lại thêm một lần nữa bị săn đuổi để lấy ngà với tốc độ chưa từng thấy kể từ khi lệnh cấm quốc tế về việc buôn bán ngà voi có hiệu lực năm 1989.
Những tiến triển tích cực ban đầu này đã bị đảo ngược. Ước tính có khoảng 100.000 cá thể voi đã bị sát hại trong các năm từ 2010 đến 2012 tại châu Phi. Giới bảo tồn ước tính 25.000 con voi đã bị sát hại trong năm 2011, một năm mà nạn săn voi đã lên đến đỉnh điểm, trong đó 15.000 cá thể voi châu Phi đã bị giết hại tại 42 địa điểm thuộc 27 quốc gia châu Phi. Năm 2012, tổng số voi châu Phi bị giết hại bất hợp pháp trên toàn châu Phi lên tới 22.000 cá thể, giảm chút ít so với năm 2011. Trong năm 2013, cũng chừng 22.000 cá thể voi thiệt mạng vì những cuộc săn trộm. số liệu thống kê các vụ bắt giữ có quy mô lớn trong năm 2013 (từ mức độ 500 kg ngà voi/vụ tại một địa điểm) cho thấy lượng ngà voi bị tịch thu đã đạt mức cao nhất trong 25 năm qua. Một số vụ lớn cho thấy có sự tham gia của các tổ chức tội phạm và qua 18 vụ bắt giữ đã tịch thu 41,6 tấn ngà voi trong năm 2013, tăng 20% so với số liệu năm 2011.
Trong năm 2011, số lượng ngà voi bị tịch thu ước tính hơn 23 tấn, cao gấp đôi so với mức 10 tấn của năm 2010 - tương đương 2.500 con voi, hoặc nhiều hơn thế, đã bị giết. Giá ngà voi có thể lên đến 1.000 USD/pound (1pound=0,45 kg) khiến năm 2011 cũng trở thành năm cao độ nhất của nạn buôn bán bất hợp pháp ngà voi trong 16 năm qua. Kể từ năm 1989, thời điểm cấm buôn bán ngà voi trên thế giới, chưa bao giờ nạn giết voi buôn lậu ngà lại phát triển mạnh như trong năm 2011. Nếu chỉ tính những vụ buôn lậu có quy mô lớn, với hơn 800 kg ngà voi, thì riêng trong năm 2011 đã có tới 13 vụ được phát hiện so với 6 vụ trong năm 2010. Tệ nạn buôn bán ngà voi gia tăng cho thấy nhu cầu tại châu Á cao và mức độ ngày càng tinh vi của các băng đảng tội phạm tiến hành buôn lậu sản phẩm này..

### Tại Kenya
Số phận của loài voi ở Kenya đang trở nên mong manh bởi những kẻ đi săn hám lợi và liều lĩnh. Ở đất nước Kenya, hàng năm có khoảng 100 con voi bị giết. Ngà voi trở thành mục tiêu săn bắn của nhiều người bởi chúng có giá trị lớn. Theo nhiều nguồn tin, giá 1 kg ngà voi ở các khu chợ đen khoảng 1.800 USD. Mỗi chiếc ngà voi lớn có thể mang lại cho người bán một khoản tiền hấp dẫn 6.000 USD (khoảng 120 triệu VNĐ), đủ để cho một người dân Kenya ăn chơi thỏa thích hàng năm trời. Các đồ mỹ nghệ làm từ ngà voi nhanh chóng chinh phục giới có tiền, và nó trở thành thước đo của sự quyền quý. Loài voi ở Kenya đang bị đe dọa bởi sức hấp dẫn của bộ ngà mà chúng mang. Khu bảo tồn Tsavo là nơi trú ngụ của hơn 12.000 con voi. Cuộc chiến bảo vệ voi ở Kenya vô cùng khốc liệt.
Trong một năm qua, 6 kiểm lâm đã chết trong lúc thực thi nhiệm vụ, đồng thời cũng đã có 23 thợ săn bỏ mạng trong khi săn trộm. Đôi khi, phát hiện được một chú voi bị chết, các kiểm lâm cũng lấy ngà và đem đi, quyết tâm không cho lũ thợ săn hưởng lợi. Số ngà voi trái phép thu được sẽ bị tiêu hủy. Từng có cuộc tiêu hủy 5,5 tấn ngà voi trái phép và hành động này được coi là thể hiện sự quyết tâm của các quốc gia trong khu vực để chấm dứt nạn săn trộm ngà voi và tội phạm sắn bắt động vật hoang dã khác. Lực lượng bảo vệ voi tại Kenya sẵn sàng bắn chết những kẻ săn trộm, song dường như hành động quyết liệt của họ không hề khiến những người hám lợi nao núng. Số phận của những con voi châu Phi đang trở nên mong manh nhất trong vòng 20 năm qua do hoạt động liều lĩnh và rầm rộ của những kẻ săn voi máu liều.
Nạn săn trộm voi tăng lên đáng kể những năm gần đây ở Đông Phi với việc sát hại cả đàn voi để lấy ngà. Năm 2010, những kẻ săn trộm ở Kenya giết hại 384 con voi, trong khi năm 2011 là 289. Kể từ đầu năm 2012, 74 con voi đã bị giết. Năm 2011, 2012 và 2013 là đỉnh điểm của nạn săn bắn bất hợp pháp trong suốt giai đoạn kể từ những năm 1980 tới nay tại Kenya. Nạn săn bắn bất hợp pháp chỉ giảm vào năm 2014 với 164 cá thể voi và 35 cá thể tê giác bị giết (so với 302 cá thể voi và 59 cá thể tê giác bị giết năm 2013). Hiện tượng giảm nhất thời nói trên chịu ảnh hưởng từ các án phạt nặng được thông qua vào năm 2014 đối với các tội buôn bán bất hợp pháp các loài hoang dã. Trong năm 2014, các nhân viên Kiểm lâm đã bắn chết một tay săn trộm sau khi tên này và đồng bọn sát hại một cá thể voi. Các tay săn trộm còn lại đã chạy trốn sau khi kịp cưa ngà voi..
Có 11 con voi bị sát hại trong một công viên quốc gia của Kenya, đây là vụ thảm sát voi nghiêm trọng nhất trong ba thập niên qua vào tháng 1/2011. Trong các vụ thảm sát, thợ săn đã cắt mặt voi để lấy ngà. Thi thể ba con voi bị bọn săn trộm sát hại tại Kenya. Xác ba con voi nằm chất đống lên nhau dưới ánh nắng nóng như thiêu đốt của Kenya. Trong cơn hoảng loạn, chắc chắn những con voi đã co cụm vào nhau hòng tìm kiếm sự an toàn. Một vệt máu đen dày giúp người ta tìm thấy nơi mà chúng trút hơi thở cuối cùng. Có chín con voi đã bị sát hại bên ngoài công viên quốc gia Tsavo, phía đông nam Kenya sau đó một bầy voi gồm 12 con cũng bị bắn chết trong khu vực ấy. Trong cả hai vụ thảm sát, phần mặt voi đã bị chém để lấy ngà; giòi bọ, ruồi muỗi bâu kín phần còn lại. Đó là một số lượng voi chết lớn, chỉ tính với một vụ việc riêng lẻ. Tháng 5 năm 2014, con voi Mountain Bull ở Kenya nổi tiếng về sự thông minh, vì đôi ngà to mà bị bắn chết tại khu bảo tồn Kenya Mount. Khi các nhân viên bảo vệ tiếp cận nó, 6 viên đạn vẫn còn găm trên mình con vật. Các nhà bảo tồn từng gây mê và cắt ngà của con voi 6 tấn để giảm sức hút đối với những kẻ đi săn. Tuy nhiên, con vật 46 tuổi vẫn không thoát khỏi tầm ngắm của thợ săn. 

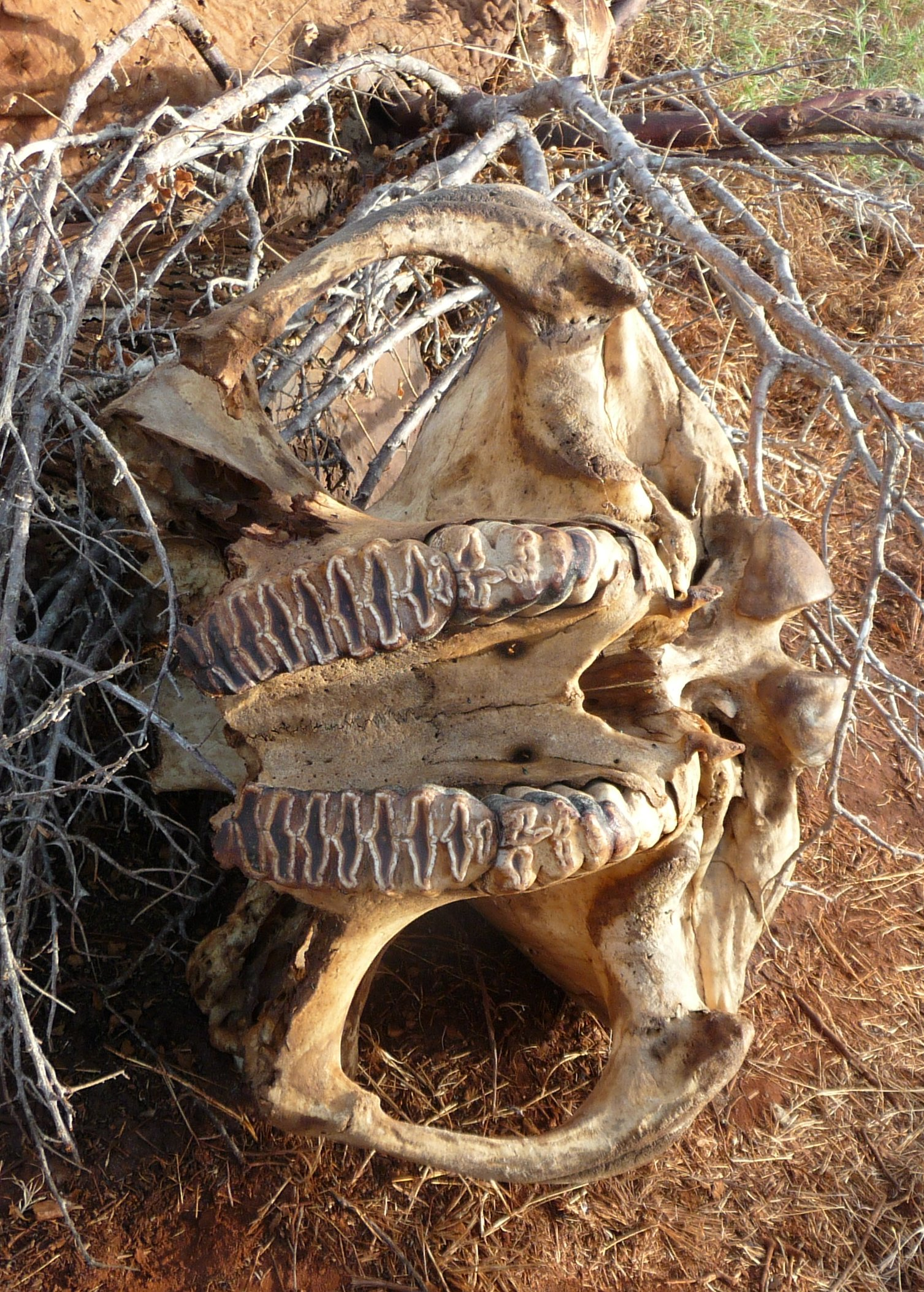
Một xác con voi chết đã bị lấy ngà

Với tốc độ tàn sát voi như hiện nay, loài voi có thể sớm biến mất hoàn toàn khỏi thế giới tự nhiên. Nếu giá ngà voi tiếp tục tăng và việc giết hại voi vẫn tiếp diễn, trong vòng 15 năm tới, voi sẽ biến mất hoàn toàn ở phía bắc Kenya. Ở những nơi mà voi không được bảo vệ, người ta sẽ tiếp tục giết chúng bởi chúng là loài vật có giá trị. Những sự việc đang xảy ra tại Kenya cũng sẽ tái diễn ở những quốc gia châu Phi khác. Lực lượng kiểm lâm tại khu bảo tồn Lewa, Kenya, nơi sinh sống của khoảng 300 con voi, đang hoạt động tích cực hàng ngày để bảo vệ voi khỏi họng súng và mũi tên của thợ săn
Tuy thế, Kenya vẫn là một trong số những quốc gia đang thực hiện những biện pháp chống nạn săn trộm voi hiệu quả nhất châu Phi. Ngoài lực lượng bảo vệ đông vật hoang dã Kenya (thuộc chính phủ), cộng đồng địa phương và các nhà bảo tồn tư nhân cũng đang thành lập những đội kiểm lâm vũ trang. The Northern Rangelands Trust có một "đội phản ứng nhanh" gồm 12 người đàn ông được trang bị súng. Họ cắm trại trên vùng đất đầy bụi gai ở phía bắc Kenya, theo dõi những đàn voi và lần theo dấu vết những kẻ săn trộm. "Đội phản ứng nhanh" thực chất là một lực lượng bán quân sự do nhà nước cấp phép. Bắt giữ những kẻ săn trộm là công việc lãng phí thời gian, bởi chúng hiếm khi bị truy tố và có thể thoát tội bằng cách nộp một khoản tiền phạt nhỏ. Khi gặp một kẻ săn trộm sẽ bắn hắn. Đó là cách duy nhất để bảo vệ động vật hoang dã. Những kẻ săn trộm không nao núng trước những biện pháp cứng rắn của nhà chức trách.
Chính phủ Kenya có các biện pháp trừng phạt mạnh tay những kẻ săn trộm và buôn lậu ngà voi để bảo vệ loài động vật này bằng việc tuyển 1.000 kiểm lâm chống nạn săn trộm voi. Quyền hạn các tòa án Kenya còn hạn chế trong việc áp dụng hình phạt tù hoặc xử phạt hành chính đối với người bị truy tố về tội phạm này. Các hình phạt và tiền nộp phạt còn quá nhẹ. Để giải quyết vấn đề trên, chính phủ Kenya sẽ xem xét lại chính sách và pháp luật về động vật hoang dã với mục tiêu các mức phạt tiền và phạt tù đủ sức răn đe. Mặt khác, chính phủ cho phép tuyển dụng thêm 1.000 cán bộ kiểm lâm.
Các hình phạt tối đa cho tội phạm môi trường nghiêm trọng nhất là phạt tiền 40.000 shilling Kenya, tương đương 470 USD và 10 năm tù giam. Từng có một kẻ buôn lậu Trung Quốc bị bắt giữ tại Kenya với 439 chiếc ngà voi bị phạt khoảng 265 euro. Ngà voi được giao dịch với giá khoảng 2.500 USD/kg trên thị trường chợ đen. Nhà chức trách Kenya cũng phát hiện hơn 600 đoạn ngà voi với tổng khối lượng khoảng hai tấn tại một thành phố cảng.Nhu cầu đối với ngà voi đang đe dọa sự sinh tồn của voi ở châu Phi. Các nhân viên hải quan đã tịch thu toàn bộ ngà voi, song không ai bị bắt, lô hàng xuất phát từ Tanzania và sẽ tới Indonesia. Kenya cũng đã tiêu hủy hơn 15 tấn ngà voi này.

### Tại Gabon
Nạn giết voi châu Phi vượt khỏi tầm kiểm soát. Bọn săn trộm đã giết hơn 11.000 con voi tại Gabon, nơi từng được coi là thiên đường của voi rừng châu Phi, để lấy ngà từ năm 2004 tới nay. Ở cánh rừng Gabon trong hơn một thập kỷ xác voi ngày càng nhiều hơn. Chính phủ Gabon tuyên bố mất gần 11.000 con voi rừng ở Vườn quốc gia Minkébé từ 2004 đến 2012, nơi có số lượng voi rừng lớn nhất châu Phi (có hơn một nửa voi rừng châu Phi, khoảng 40.000 con, sống tại Gabon) Ngà của voi tại Gabon là thứ hấp dẫn đối với bọn săn trộm vì chúng rất cứng và có sắc hồng.
Gabon từng được coi là thiên đường của voi rừng châu Phi. 44-77% số lượng voi tại Gabon, tương đương với hơn 11.000 con, đã bị giết trong khoảng thời gian từ năm 2004 tới nay. Khoảng 50 tới 100 con voi bị hạ sát mỗi ngày trong vườn quốc gia Minkebe vào năm 2011. Phần lớn hung thủ giết voi tới từ Cameroon. Sau khi hạ sát voi, chúng thuê người vận chuyển ngà qua biên giới phía bắc của Gabon.
Giới bảo tồn luôn nghĩ Gabon là nơi an toàn đối với voi rừng châu Phi. Nhưng nghiên cứu mới cho thấy nạn săn voi tại đây đã vượt ra khỏi tầm kiểm soát của chính phủ. Nhu cầu cao đối với đồ trang sức và các sản phẩm khác từ ngà voi tại châu Á khiến bọn săn trộm đẩy mạnh hoạt động giết voi trong những năm qua. Trước đây Cộng hòa Dân chủ Congo, nước láng giềng của Gabon, là điểm nóng về nạn săn trộm voi.
Nhưng do nhu cầu mua ngà voi tăng vọt ở châu Á nên bọn săn trộm từ Congo tràn sang cả những vạt rừng trong vườn quốc gia Minkebe của Gabon để tìm voi. Chính phủ Gabon đã tăng cường các biện pháp chống săn trộm voi, song những biện pháp đó không phát huy tác dụng. Diện tích vườn quốc gia Minkebe vào khoảng 30.000km2, tương đương với diện tích nước Bỉ. Đường mòn không tồn tại trong vườn quốc gia Minkebe nên nhân viên bảo vệ rừng không thể phát hiện và theo dõi những kẻ săn trộm.

### Tại Cameroon
Chỉ tính riêng ở vườn quốc gia Buoba Ndjidah ở Cameroon, 300 con voi đã bị giết hại trong vòng một thập kỷ qua. Mỗi năm trên thế giới, có hàng ngàn chú voi bị giết hại dã man chỉ để lấy những cặp ngà đầy giá trị. Có những người lấy ngà voi để làm bùa may mắn, có người lại để chế tác thành những tác phẩm nghệ thuật. Để có được chiếc ngà voi đó, rất nhiều con voi đã bị sát hại. Để thỏa mãn sở thích của những người lắm tiền nhiều của, rất nhiều thợ săn đã vào cuộc.
Vườn quốc gia Buoba Ndjidah ở Cameroon ghi nhận khoảng 300 con voi đã bị giết hại trong vòng 1 thập kỷ qua. Các thợ săn được trang bị khá tốt với súng, lựu đạn, cùng kinh nghiệm săn bắt lâu năm. Những chiếc ngà voi thô sẽ được chuyển về các xưởng mỹ nghệ ở châu Á để chế tác. Một số tổ chức nghệ thuật ở các nước châu Á vẫn mong muốn nhân rộng nghề điêu khắc trên ngà voi, họ coi đây là môn nghệ thuật tạo ra những kiệt tác cho nhân loại.
Có những vụ giết hàng trăm con voi rừng bị thảm sát tại Cameroon. Một nhóm thợ săn đến từ Sudan đã giết hàng trăm chú voi để lấy ngà tại Công viên quốc gia Bouba Ndjida ở phía Bắc Cameroon, gần biên giới với Chad. Tối thiểu 100 xác voi đã được tìm thấy trong công viên vào tháng trước và những vụ săn bắn vẫn diễn ra. Tất nhiều voi con đã trở nên mồ côi sau những vụ săn bắn trên và có thể chúng cũng sẽ chết sớm vì đói khát. Việc săn bắn trộm tại Cameroon đang đe dọa nghiêm trọng tới số lượng loài voi tại đây.
Việc những nhóm thợ săn trang bị đầy đủ vũ khí vượt biên từ Sudan sang đây trong mùa khô để săn voi lấy ngà là rất phổ biến. Ngà voi sau đó sẽ được tuồn sang phương Tây và Trung Phi để bán cho các thị trường châu Á và châu Âu, và tiền thu về sẽ được dùng để trang bị vũ khí cho những cuộc chiến tranh trong khu vực, vốn thường xuyên diễn ra tại Sudan và Cộng hòa Trung Phi. Kể từ năm 2009, tổ chức IFAW đã tổ chức huấn luyện và hỗ trợ cho các kiểm lâm, tổ chức bảo tồn chống lại nạn săn trộm tại các nước Trung Phi, nơi thường phải đối mặt với việc buôn bán ngà voi dã man và bất hợp pháp.

### Tại Nigeria

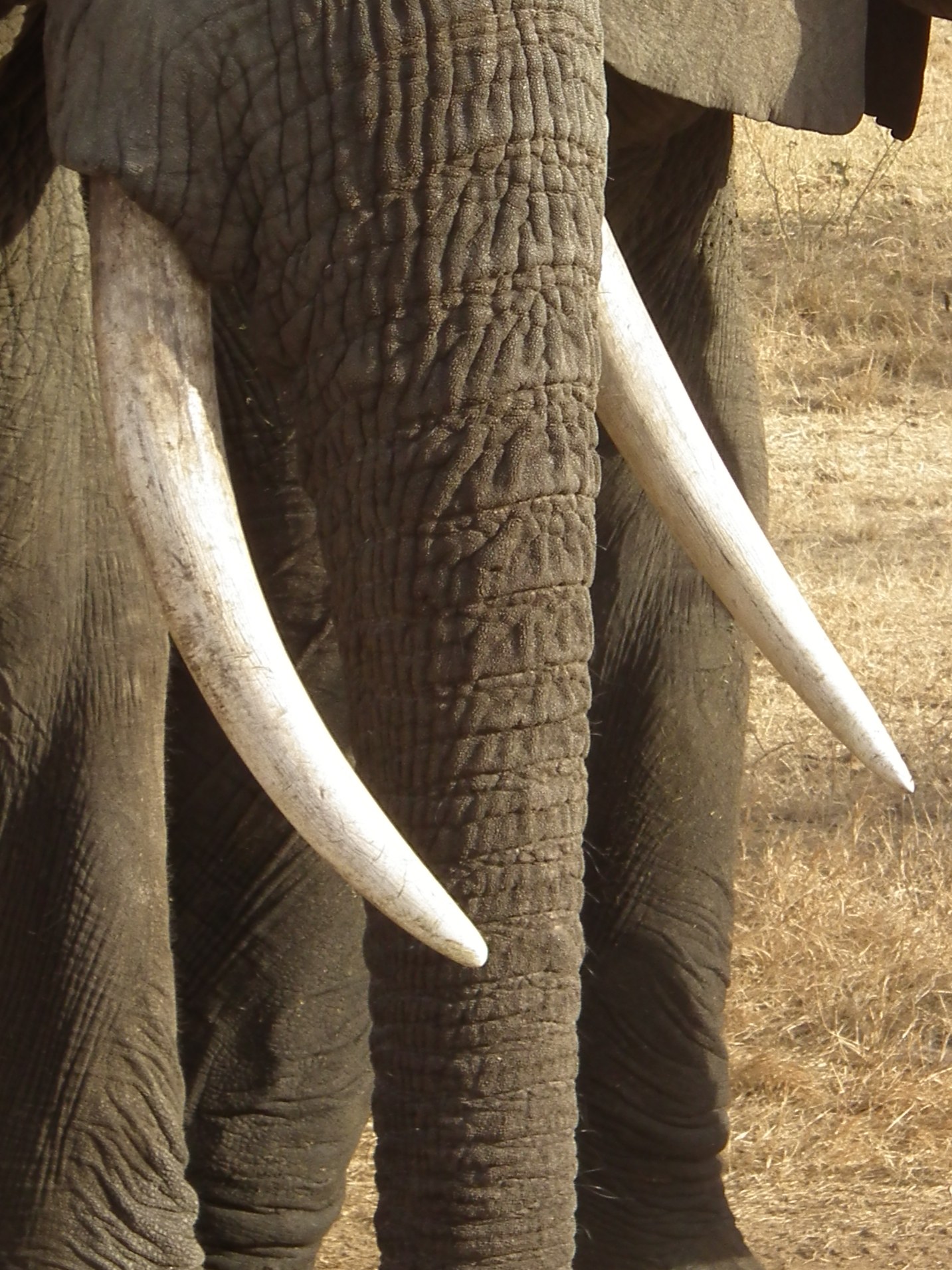
Ngà voi

Tại Nigeria gần đây có người đã đếm được hơn 14.000 ngà voi hoặc các sản phẩm từ ngà voi trong khu chợ Lekki, thành phố Lagos. Trước đó, trong lần khảo sát vào năm 2002 tại khu chợ ấy, họ phát hiện khoảng 4.000 vật phẩm từ ngà voi. Như vậy, con số này đã tăng gấp 3 lần trong vòng 10 năm. Chợ Lekki trong thành phố Lagos, Nigeria là nơi người ta có thể mua mọi sản phẩm từ ngà voi. Các nhà buôn địa phương mời chào khách bằng từ "xiang ya": Tượng ngà (tiếng Trung Quốc phổ thông, nghĩa là "ngà voi"). Nhiều mặt hàng chạm khắc được làm từ ngà voi như vòng, lược, đũa và các chuỗi hạt hiện diện trong chợ.
Nigeria là trung tâm trong hoạt động buôn bán trái phép ngà voi châu Phi. Năm 2011, chính phủ Nigeria đã ban hành lệnh cấm nghiêm ngặt nhằm kiểm soát hoạt động buôn bán ngà voi. Việc trưng bày, quảng cáo, mua hoặc bán ngà voi đều là hành vi bất hợp pháp. Tuy thế, Lagos đã trở thành thị trường bán lẻ ngà voi bất hợp pháp lớn nhất ở châu Phi. Ngà voi được vận chuyển bằng nhiều con đường từ Đông Phi, từ Kenya tới Nigeria. Người dân Nigeria xuất khẩu ngà voi sang Trung Quốc. Các quốc gia láng giềng xuất khẩu nhiều loại mặt hàng từ ngà voi sang Nigeria. Do vậy, đây là một trung tâm tập trung và phân phối ngà voi cũng như các sản phẩm từ chúng .

### Tại Malawi
Malawi từ lâu đã trở thành điểm nóng săn bắn trái phép. Các phi vụ buôn bán trái phép trị giá hàng tỉ USD ở khu vực này ước tính giết hại 20.000 con voi/năm Đất nước nghèo nhất thế giới này từng thiêu hủy số ngà voi trị giá hơn 7 triệu USD nhằm thể hiện sự cam kết của Malawi trong hoạt động bảo tồn đời sống tự nhiên và chống nạn buôn bán động vật hoang dã. Gần 4 tấn ngà voi bị bắt giữ đang trữ trong kho ở Malawi bị đốt cháy ngay tại trụ sở quốc hội, Đây là một hành động quyết liệt tiếp theo hành động tiêu hủy 6 tấn ngà voi và các sản phẩm từ ngà voi tại Ethiopia.

### Tại Zimbabwe
Nạn săn trộm voi ở Zimbabwe tiếp tục gia tăng. Tại một công viên quốc gia Hwange đã phát hiện thêm 26 con voi chết do chất độc xyanua. Người ta tìm thấy xác 16 con voi ở khu vực Lupande và 10 con khác ở Chakabvi phát hiện 14 bộ ngà voi bị bỏ lại. Có 40 con voi ở công viên quốc gia Hwange, Zimbabwe, bị đầu độc để lấy ngà trong vòng hai tuần. Đầu độc voi bằng xyanua đang trở thành vấn nạn lớn tại đây. Chất độc xyanua rất dễ mua bởi nó được sử dụng rộng rãi trong ngành công nghiệp khai khoáng ở Zimbabwe. Năm 2013, 300 con voi trong công viên quốc gia Hwange chết do những kẻ săn trộm trộn xyanua vào các hồ muối.

## Châu Á

### Tại Thái Lan
Thái Lan là quốc gia có nạn buôn bán trái phép ngà voi lớn. Quốc gia Đông Nam Á này là một trong những nước liên tục thất bại trong việc giải quyết tình hình buôn bán ngà voi tràn lan, bất chấp quy định cấm buôn bán ngà voi của Công ước CITES. Một trong những thị trường ngà voi chưa được quy định kiểm soát lớn nhất thế giới là Thái Lan. Tại đây, bọn tội phạm lợi dụng luật pháp Thái Lan cho phép việc bán ngà voi nội địa để trà trộn một lượng lớn ngà voi bất hợp pháp từ châu Phi qua các cửa hàng tại Thái Lan. Phần lớn lượng ngà voi này do du khách nước ngoài mua. Nhu cầu về ngà voi tăng cao khiến nạn săn trộm ngày càng trở nên phổ biến.
Trước đây bọn săn trộm thường chỉ lấy ngà của voi. Trên chợ đen Thái Lan một cặp ngà voi được bán với giá vài nghìn USD. Hoạt động buôn bán thịt voi gia tăng thêm sự nguy khốn cho đàn voi, bởi nó có thể khiến số lượng voi bị giết tăng gấp nhiều lần so với việc lấy ngà. Săn bắt voi là hành vi bị cấm tại Thái Lan. Buôn bán, vận chuyển hoặc sở hữu các bộ phận của voi bị săn trộm cũng là hành vi phạm pháp. Tuy nhiên, người ta vẫn bí mật buôn bán ngà voi, thậm chí nhiều kẻ còn bắt voi con để bán cho các rạp xiếc. Tình hình săn bắt voi hiện nay đã tới mức báo động.
Chính phủ Thái Lan từng tăng cường những nỗ lực để ngăn chặn tình trạng buôn bán ngà voi bất hợp pháp như thay đổi các điều luật và các biện pháp mạnh tay trấn áp. Tuy nhiên luật pháp Thái Lan cho phép người dân mua, bán ngà từ những con voi sống trong môi trường nuôi nhốt. Những tổ chức tội phạm lợi dụng luật để bán những ngà voi bất hợp pháp từ châu Phi trà trộn vào. Tình trạng này khiến nạn săn voi lên tới đỉnh điểm và hàng chục nghìn con voi bị sát hại mỗi năm. Hiện nay Thái Lan là thị trường ngà voi bất hợp pháp lớn thứ hai châu Á, chỉ sau Trung Quốc. Du khách nước ngoài chiếm tỷ lệ lớn nhất trong số những người thường xuyên mua các sản phẩm từ ngà. Thái Lan cam kết thực thi những biện pháp chặt chẽ hơn để ngăn chặn việc đưa ngà voi bất hợp pháp vào Thái Lan, đồng thời đảm bảo rằng nguồn cung ngà trong nước tới từ những con voi được thuần hóa.

### Tại Việt Nam
Tại Vườn quốc gia Yok Đôn (Buôn Đôn, Đắk Lắk) có báo cáo về việc có hai con voi chết tại tiểu khu 257, thuộc lâm phần vườn quốc gia. Trong đàn voi này có hai con voi đực, trong đó con voi đực bị giết là con voi đực có ngà duy nhất. Voi đực có chiều dài 3,7m, cao 2,5m; đầu đã bị đục tung để lấy ngà và hộp sọ, vòi bị cắt đứt rời. Voi cái dài 3,2m, cao 2,42m thân thể vẫn còn nguyên vẹn. Theo kết quả khám nghiệm hiện trường, cặp voi bị chết do tác động của ngoại lực bên ngoài, không phải chết tự nhiên. Sau đó tại tiểu khu 453 thuộc lâm phần quản lý của Ban quản lý rừng phòng hộ Buôn Đôn -Đắk Lắk, các cơ quan chức năng đã phát hiện một con voi rừng bị một chiếc bẫy cặp kẹp vào vòi, một chân voi bị bẫy thòng lọng bằng cáp siết chặt. Các vết thương bắt đầu bị hoại tử, bốc mùi hôi thối. Đây là con voi đực trưởng thành, khoảng 6–7 tuổi, có cặp ngà dài khoảng 30 cm
Ở Việt Nam, từng có vụ việc một con voi 4 tấn bị xẻ thịt ở Quảng Bình. Con voi cái trưởng thành bị chết và xẻ thịt ở vùng rừng thuộc huyện Minh Hóa. Xác của nó được một người ở xã Cao Quảng huyện Minh Hóa phát hiện chiều ngày 3 tháng 4 năm 2013. Voi bị lột da thành nhiều mảnh, hai chân bị cắt và đầu bị lấy đi mất. Voi chết trong rừng, lại bị người dân xẻ thịt nên chưa thể xác định nguyên nhân dẫn đến cái chết của voi. Có chiều dài thân là 3,2 mét, bề ngang 1,3 mét và cao 1,3 mét, nặng khoảng 4 tấn, voi chết trong tư thế nằm úp, bị lột hết da và cắt các bộ phận như vòi, mắt, đuôi, tai. Đây là con voi hoang dã cuối cùng ở tỉnh Quảng Bình.

#### Ở Tây Nguyên
Trong các dân tộc ở Tây Nguyên, người M'Nông nổi tiếng có nghề săn bắt và thuần dưỡng voi rừng. Đối với họ, voi không chỉ là một tài sản lớn của gia đình, mà có vị trí quan trong đời sống vật chất, văn hoá tinh thần, được coi như một thành viên trong cộng đồng. Bởi vậy mọi việc diễn ra xung quanh đời sống của voi đều tuân theo tục lệ truyền thống của người M'Nông, nghề săn bắt và thuần dưỡng voi rừng của người M'Nông do ông Y Thu K'Nul (1827-1937) còn gọi là Khusanup ở Buôn Đôn gây dựng nên. Theo tác giả Blazé thì voi ở Đông Dương được săn bắt bằng ba cách: Xiêm và Lào thì dùng cách đóng một vòng rào bằng cây gỗ chắc chắn rồi lùa voi rừng vào nhốt lại. Cao Miên nhất là ở vùng Kompong Thom thì có lệ săn bắt voi vào mùa nước lớn, lùa voi bằng xuồng. Thợ săn dùng giáo nhọn đâm lùa voi. Cách này nguy hiểm hơn cả vì voi đau có thể tấn công, làm lật xuồng. Ở Việt Nam thì dùng thòng lọng để bắt voi.

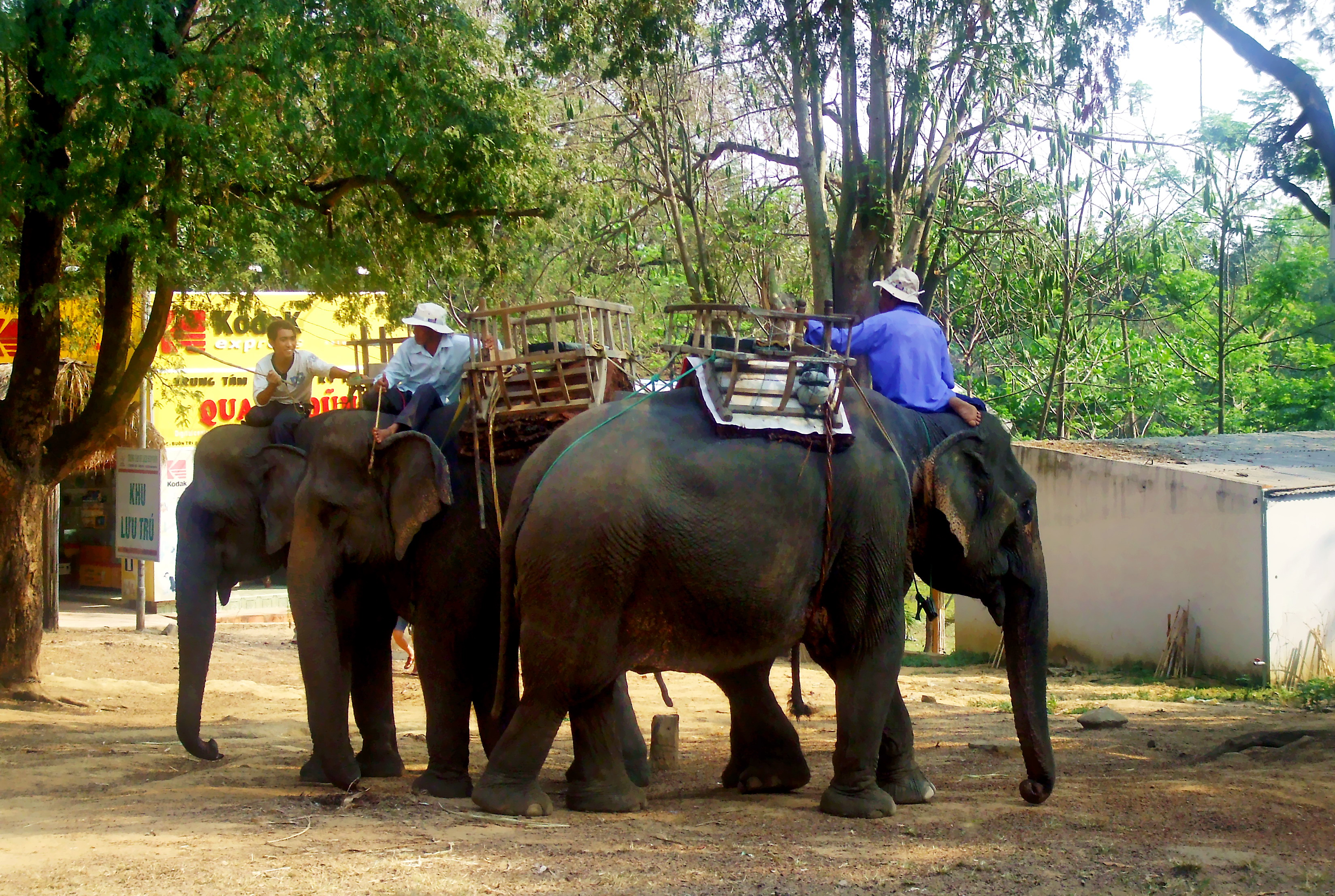
Voi ở Buôn Đôn

Nghề săn bắt và thuần dưỡng voi rừng gắn bó với người dân tộc bản địa M'Nông. Người M'Nông có kinh nghiệm lâu đời về săn bắt voi, từ việc đào hố hay vây bắt trực tiếp. Nghề thuần dưỡng voi rừng của người M'Nông gồm 2 bước chủ yếu: bắt voi rừng và thuần dưỡng, trong đó, bắt voi là khâu quan trọng. Nó chẳng những cung cấp voi để thuần dưỡng mà còn có thể bán ngay cho vườn thú, rạp xiếc hoặc xuất khẩu. Bản Đôn hay tên gọi khác là Buôn Đôn được biết đến là nơi săn bắt và thuần dưỡng voi rừng. Hiện nay săn bắt voi đã bị cấm, nghề săn bắt và thuần dưỡng voi rừng tại làng nghề Bản Đôn chỉ còn trong ký ức của người dân. Tuy nhiên, tại bản vẫn còn lưu giữ được nhiều công cụ săn bắt voi của các Gru xưa. Những tập tục, phong tục kiêng cữ khi săn voi vẫn còn được lưu giữ..
Trước đây, để săn bắt voi rừng, người M'Nông sử dụng 5-6 con voi nhà và khoảng gần 10 người có kinh nghiệm do một thủ lĩnh có bản lĩnh đứng đầu. Người săn voi sử dụng những con voi nhà dũng mãnh vây ép đàn voi, quăng dây thòng lọng và chỉ bắt voi con từ 2-4 năm tuổi vì những chú voi con ở độ tuổi này mới dễ thuần dưỡng. Dưới 2 tuổi voi còn quá non cần có voi mẹ dẫn dắt, nếu bắt đi, phải tách mẹ quá sớm voi con dễ bị chết. Voi trên 5 tuổi đã hình thành tính cách, khó thuần dưỡng. Khi đã săn bắt được voi rừng con, người ta đem về cho các thợ thuần dưỡng có nhiều kinh nghiệm thu phục chúng. Thời gian thuần dưỡng voi có thể kéo dài 5–7 tháng, con nào khó tính có khi kéo dài vài năm. Khi voi con đã thuần phục biết nghe mệnh lệnh thì voi mới được đưa về Buôn. Cả Buôn làng làm lễ nhập Buôn cho voi. Các thợ săn bằng kinh nghiệm săn bắt lâu đời sẽ phân biệt được lứa tuổi của voi.
Theo nghi thức cổ xưa, một đội săn phải có 10 voi chiến, 20 người cả nài chính (gru), phụ (rmăk) và người chỉ huy. Các con voi tham gia săn bắt đều là voi đực khoẻ trên 35 tuổi, chủ yếu là giống voi đực sung sức, thiện chiến nhất tuổi khoảng 40 hoặc ngoài 40 (voi cái ít khi dược sử dụng). Yếu tố quan trọng không kém là số voi này không bị động đực, trường hợp không đủ voi đực có thể chọn voi cái nhưng phải đảm bảo sung mãn sức khỏe, không nhút nhát. Đội hình này chia thành 3 nhóm: Nhóm tấn công, nhóm kiềm chế và nhóm đuổi bắt voi. Mỗi nhóm có 3 đến năm con mỗi voi có hai người điều khiển. Người thợ chính gọi là Gru, người phụ gọi là R'măk. Gru là một thủ lĩnh có nhiều bản lĩnh, kinh nghiệm săn bắt voi rừng, khả năng phán đoán tình huống chính xác từ các dấu chân voi, biết được đàn voi bao nhiêu đực hay cái. 

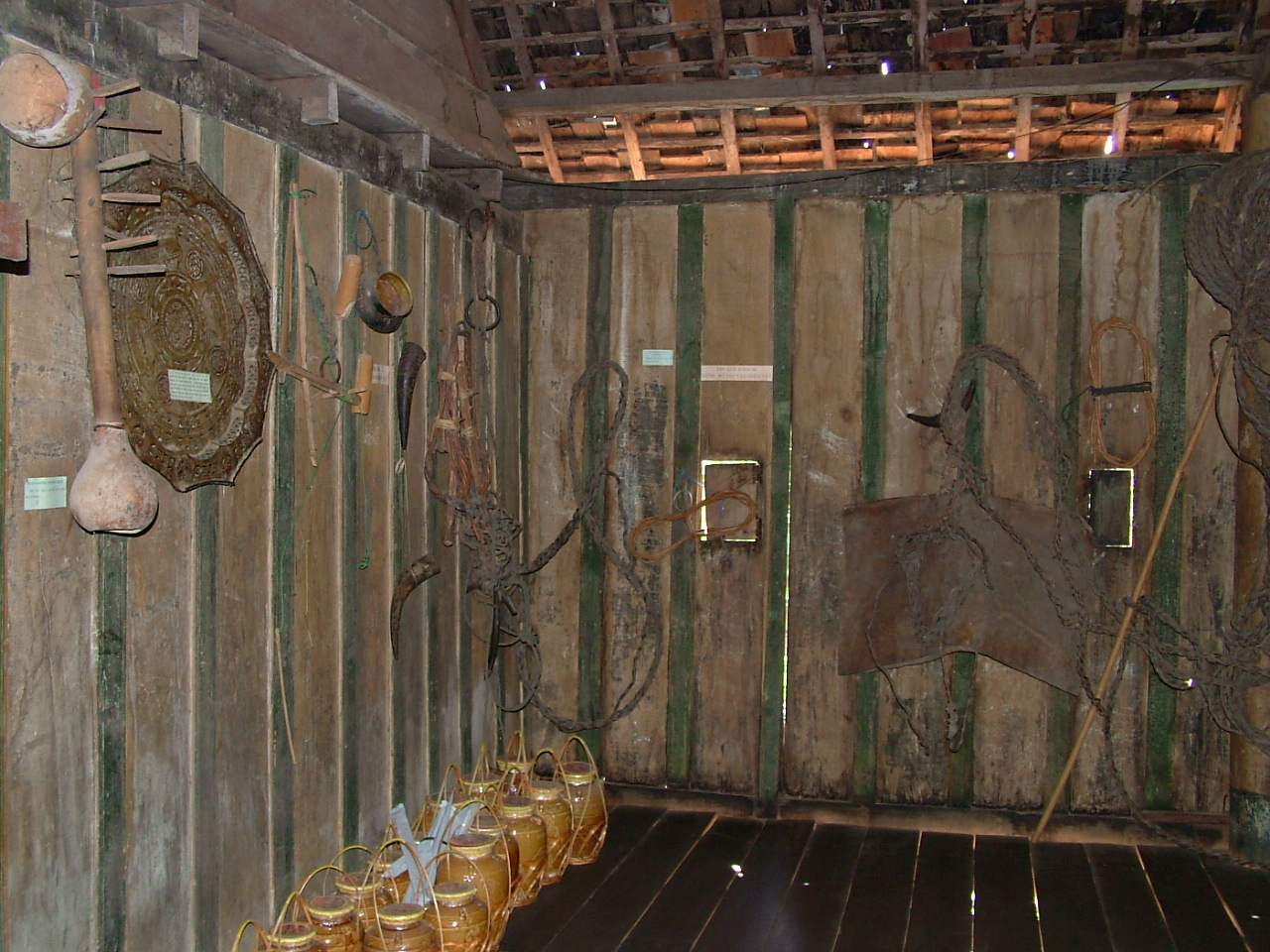
Bộ đồ nghề săn voi

Phương tiện cho đội săn bắt voi gồm nhiều loại dây chuyên dụng. Dây dùng cho việc săn voi hoàn toàn làm bằng chất liệu da trâu, dài hàng trăm mét, cuộn lại từng bó to tròn. Thông thường một con trâu có thể lấy được 40-50m/1 con, ngoài ra còn hơn 20 công cụ khác. Phương tiện cho đội săn voi gồm có gậy điều khiển (kreo) búa tốc độ hay búa tăng tốc (kuc/Kôk) khoá chân (n'glêng kiêng jơng), dây buộc (khôn), dây tròng (rse brăt), dây dẫn (brăt bung), dây treo (tur) dây bảo hiểm (rse n'dao), sào điều khiển có thòng lọng (Nong long gor), tù và (A Nưng), N' tâu bek (tấm da trâu), Ng'gan (bộ dây định vị nhôn (dây dắt voi về), Dam lole (vòng chông khoá cổ chữ V), Plai mat nhon (chốt xoay), Nơ keng (vòng khoá chân), Lekoter (sào)... tất cả 17 thứ dụng cụ.
Bồ đồ nghề của vua săn voi Ama Kông gồm 20 dụng cụ, như Plei Mat - Mac Kađiêk (tiếng Bơ Nong - tiếng Lào): roi củ mây; Dur - Ka Đôn: tấm đệm lưng voi để đặt bành voi làm bằng vỏ cây lộc vừng đập dập; Tâo Bek - Nẵng Bek: tấm phản làm bằng da trâu khô để Gru trải ngủ trong chuyến đi bắt voi, Ng'Gân - Phan Hẵng: dây ràng quanh thân voi... Ngoài ra còn có Prăt Bung - Nẵng Khoọng: dây da trâu dùng vào việc bắt voi rừng; Kok - Mak Ngok: búa gỗ để điều khiển voi trong cuộc săn bắt... Miếng da trâu rừng trong bộ đồ nghề. Vật dụng chính trong các chuyến săn voi xưa có trên 20 loại dụng cụ, trong đó chủ yếu là các sợi dây da trâu, dùi sắt, sào tre nhọn, áo quần bảo vệ.
Bộ dụng cụ săn bắt và thuần dưỡng voi rừng là vật dụng quý giá của các gru- thợ săn. Bản thân các vật dụng này chứa đựng nhiều chuyện kỳ thú về các cuộc hành trình chinh phục voi rừng. Với những nguyên vật liệu sẵn có từ núi rừng, qua nhiều đời tích lũy, đồng bào đã cho ra đời những dụng cụ phục vụ cho nghề săn bắt và thuần dưỡng voi rừng hết sức hiệu quả. Nếu tính đầy đủ, người M'nông có đến 17 dụng cụ khác nhau, nhưng quan trọng nhất là dây buộc voi bằng da trâu (brăt bung). Các dụng cụ đều được phối hợp sử dụng một cách nhịp nhàng, ăn ý, hỗ trợ nhau tạo ra hiệu quả cao cho người thợ săn.
Trong bộ dụng cụ ấy, dây brăt bung là quan trọng nhất. Nó được chuẩn bị rất kỳ công, thường là vài năm trước khi được sử dụng để săn bắt voi rừng. người M'nông để dành lại bộ da trâu. Sau khi phơi khô vài nắng, người ta dùng con dao thật bén để cắt vòng quanh miếng da trâu, biến nó thành một sợi dây dài từ 50 đến 80m. Sợi dây da trâu được căng ra cho thẳng và xe xoay về một bên theo chiều tay phải.Khi da trâu đã được xe tròn, người ta kéo căng ra phơi nắng cho thật khô rồi để dành. Đợi đến khi nào tích lũy đủ được từ ba bốn sợi, người ta sẽ xe chung thành một sợi thật chắc chắn.Dây buộc voi và dùi móc điều khiển voi - dụng cụ chính của nghề săn bắt và thuần dưỡng voi rừng.
Sợi dây da trâu dùng để buộc voi nhà vào gốc cây trong quá trình chăn giữ. Về sau, để bảo đảm hơn, đồng bào thay dây da trâu bằng dây xích sắt dài cả chục mét để buộc voi. Tuy nhiên, khi đi săn voi, đồng bào không mang theo sợi dây xích mà chỉ mang vài cuộn dây da trâu. Lúc vào rừng săn voi, sợi dây da trâu được khoanh tròn đặt trên lưng voi nhà, ngay sau lưng thợ săn voi. Cuộn dây được nối với dây tròng dùng để bắt voi con. Dụng cụ săn bắt voi là tài sản quý giá của mỗi gia đình, được cất giữ cẩn thận và luôn tu bổ, sắm sửa thêm sau mỗi mùa săn voi

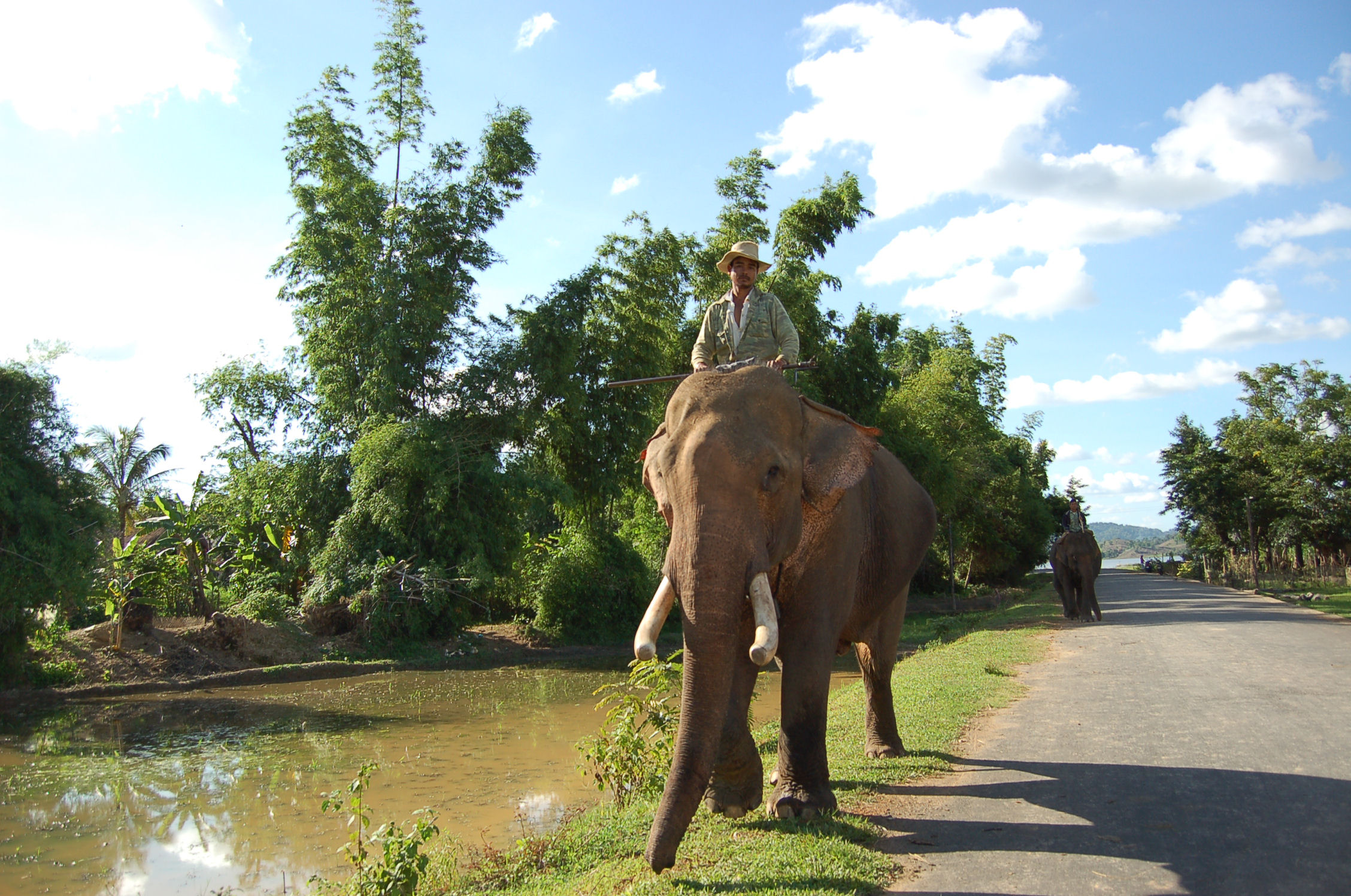
Một quản tượng người Mnong

Lương thực, thực phẩm mọi thứ đều do các gia đình thành viên trong tổ tự nguyện đóng góp. Muốn tổ chức một cuộc săn voi các tay săn phải hoạch định trước nhiều ngày để chuẩn bị các nghi lễ cúng bái và lương thực mang theo. Lương thực và các dụng cụ thiết yếu cho chuyến đi là: gạo, mắm muối, nến và đuốc để thắp sáng, đồ dùng đun nấu, chài lưới để đánh bắt cá cải thiện cho chuyến đi dài ngày băng rừng vượt suối. Khi chuẩn bị lên đường săn voi, người ta tập trung voi tại trước nhà "đội trưởng" thợ săn để cúng. Nghi lễ thứ nhất được thực hiện trước khi xuất phát một ngày. Đây là lễ cúng mang tính chất giao ước với thần linh và linh hồn của những người đã khuất nên không có sự áp đặt quy mô lễ tế theo khuôn phép nhất định.
Lễ cúng thường là một con heo hoặc một con gà và ché rượu cần. Khi công việc đã được chuẩn bị hoàn tất, nghi lễ thứ hai và là cũng nghi lễ cuối cùng được thực hiện trước lúc lên đường. Nghi lễ cúng bái này rất đơn giản gồm: 1 ché rượu nhỏ (tượng trưng cho sự no đủ), 2 viên than củi quấn bông gòn (tượng trưng sự phù hộ núi rừng) và một cây nến cắm trong chén gạo (tượng trưng sự soi đường chỉ lối). Trong lúc cúng, họ cầu khẩn thần linh rắc gạo lên đầu voi 3 lần, rồi lấy gạo trong chén ném vào thân nến (nến cắm trong ché rượu cúng), nếu gạo trúng vào thân nến có nghĩa là chuyến đi gặp nhiều may mắn.
Đi săn voi rừng là công việc gian nan, đối mặt với nhiều mối nguy hiểm nên các thợ săn voi kiêng cử rất nhiều thứ, ví như nhà có người đi săn voi phải treo một cành cây xanh ở trước cửa, ngọn quay xuống dưới đất. Tín hiệu này mang ý nghĩa báo hiệu cho những ai đang có việc kiêng cữ như sinh đẻ, ma chay không được vào để tránh xui xẻo.Trước khi đi săn voi, thợ săn chỉ được ăn cơm với muối, không uống rượu, tránh cãi nhau, kiêng ngủ với vợ, không được tắm bằng xà bông thơm trong suốt 1 tuần. Nếu ai vi phạm điều cấm kỵ sẽ không săn được voi rừng và còn bị Yàng "phạt", "hành" cho đến chết. Lúc xuất phát, đội săn phải tổ chức nghi lễ cúng báo với tổ tiên bằng một con heo hoặc một con gà và một ché rượu cần để cầu xin Yàng phù hộ gặp nhiều may mắn.
Voi là loài vật sống không định cư một chỗ, tính lang thang đây đó, không trở thành mục tiêu cố định. Nó cũng là loài thú rất thính tai và đánh hơi được rất xa, do vậy, việc tiếp cận được chúng cũng không dễ dàng. Khi đội săn đã bắt gặp đàn voi do trinh sát phát hiện, lập tức sẽ dừng lại, làm công tác chuẩn bị chiến đấu. Cũng cần nói thêm rằng, một đội săn voi có thể có nhiều thành viên, chủ yếu là những người có voi đực (voi chiến), nhưng trước khi bước vào mùa săn, đội phải tính toán số voi chiến có đủ mạnh để áp đảo voi rừng hay không. Căn cứ bầy voi họ đã thực tế nhìn thấy, tính toán lực lượng chiến đấu, nếu như đội săn thiếu voi chiến, có khi thương lượng để mượn voi chiến của đội khác.
Khi phát hiện ra đàn voi (trong mùa săn có rất nhiều đội săn, nên khi về buôn, người đội trưởng thông báo ngay đàn voi đã gặp để các đội khác biết tránh việc hai đội săn cùng gặp một đàn voi) toàn đội săn được lệnh dừng lại. Các nài phụ (rmăk) chăm lo cho việc ăn uống của voi chiến, các nài chính (gru) sẽ cùng đội trưởng bí mật tiếp cận đàn voi. Đội trưởng phân công nhiệm vụ cho từng người cụ thể: ai đánh, ai kiềm chế và rượt đuổi v.v... Vào lúc rạng đông ngày trăng vơi (cuối tháng) đội quân bắt đầu vào trận - theo lệnh của đội trưởng, các nài điều khiển voi của mình áp sát khu vực có đàn voi đang kiếm ăn. Ngay khi phát hiện đàn voi rừng, Gru ra dấu hiệu bằng cách thổi tù và được làm bằng sừng trâu để dàn đội hình chu đáo, kỹ lưỡng trước khi săn bắt. Khi tín hiệu tù và được nổi lên, năm con voi nhà tốp tấn công chạy lên dùng vòi và ngà húc vào những con voi rừng đực đầu đàn nhằm chia tách đàn riêng lẻ. 5 người thợ săn ngồi trên voi nhà dùng mũi nhọn greo đâm vào đầu, vào vòi, vào chân voi rừng để hỗ trợ voi nhà. Những người khác hò reo, đánh chiêng trống và thổi tù và thật to làm náo loạn cả khu rừng.
Khi phát hiện voi rừng, nài voi nằm sát xuống lưng voi, tay nắm chắc dây chằng, nhanh chóng tiếp cận đàn voi. Khi đó, những thợ săn voi sẽ nằm rạp trên mình voi, lấy dây chằng bụng và bí mật điều khiển voi tiếp cận đàn voi rừng. Chủ phường săn sẽ điều khiển voi chiến của mình cùng hai voi khác tiếp cận voi đầu đàn. Bản năng đánh hơi lạ của voi đã bị vô hiệu hoá, vì con người đã được phơi gió dầm sương suốt cả cuộc hành trình, hơi người toả ra rất ít, hoà lẫn vào hơi voi nhà nên bầy voi rừng không nhận ra được mùi lạ. Voi săn lần lượt được tung vào trận địa. Nài nằm rạp trên mình voi, bám thật chắc lấy dây chằng bụng và bí mật điều khiển voi tiếp cận đối thủ. Giữa lúc đó, đội trưởng điều khiển voi chiến của mình cùng hai voi khác tiếp cận voi đầu đàn. Đây là thời điểm căng thẳng nhất. Nếu lũ voi săn vẫn chưa áp sát vào voi định bắt, nếu xảy ra cuộc chiến lúc này dễ nổi loạn, thậm chí voi mẹ có thể dẫn đàn con chạy mất thì voi nhà trở thành thua cuộc.
Voi rừng tuy khá hiền lành nhưng sẽ trở nên hung dữ khi phát hiện thấy đàn voi lạ xâm phạm vùng đất của mình. Khi con voi đầu đàn phát hiện thấy đàn voi lạ xâm nhập vùng đất của mình, lập tức nó rống lên một tiếng dữ dội rồi vươn vòi lao tới kẻ lạ mặo, lao vào con mạnh nhất để đánh đuổi. Voi nhà cùng voi rừng dùng vòi quật nhau, lôi nhau ra bãi rộng quần thảo nhưng voi rừng vẫn không quên bảo vệ voi con đang nhao nhác bám theo. Lúc này đội săn cũng đang khép dần vòng vây hỗ trợ, tất cả mọi người nhớm dậy trên lưng voi, dùng giáo đâm, dao gạt, khiên mây reo hò hỗ trợ cho voi của mình chiến đấu nhưng họ không bao giờ đâm chết voi rừng.
Các voi chiến dùng ngà lao vào đối phương hoạc dùng vòi đánh voi đực đầu đàn, đúng lúc này voi săn cũng áp sát voi con được chọn đang được voi mẹ che chở. Trận quần thảo quyết liệt hàng giờ đồng hồ, khi voi rừng yếu thế và có dấu hiệu bỏ chạy, lập tức voi nhà bắt đầu một cuộc rượt đuổi đầy hào hứng của một kẻ chiến thắng. Khi voi rừng đầu đầu đàn có dấu hiệu thua trận, chúng gầm rú dữ dội ra hiệu cho cả đàn tháo chạy vào rừng sâu. Khi đàn voi rừng đã tán loạn, những con voi mẹ cái dẫn con nó chạy lon ton - mục tiêu xem như lọt vào tầm ngắm của người Gru. Theo mệnh lệnh của người chỉ huy các ngài có nhiệm vụ chẻ đàn, tách voi con ra khỏi voi mẹ, phối hợp lựa thế đẩy voi rừng phải chạy theo đường khác bằng voi phụ trợ, ba voi chiến vây hãm voi đầu đàn lại để cho voi khác rượt đuổi. Voi con chưa thông thạo đường rừng chỉ quen bám theo bố mẹ giờ chỉ biết chạy không theo đường nào cả.
Thủ lĩnh Gru chỉ tay về hướng voi con nổi tiếp một hồi tù và sừng trâu thứ hai ra hiệu năm con voi nhà tốp kiềm chế lao vào con voi rừng mẹ, ba con voi nhà vây con voi rừng mẹ lại, hai con còn lại tách con voi con về một bên để xa mẹ, xa đàn. Lúc này người thủ lĩnh Gru nổi tiếp một hồi tù và thứ 3, cùng lúc năm con voi nhà thuộc tốp đuổi bắt dí đầu về hướng con voi con, làm con voi rừng con sợ sệt, hoảng loạn. Lúc này, dưới sự điều khiển của đội trưởng, ba voi chiến vây hãm voi đầu đàn lại để cho các con voi khác rượt đuổi. Người quăng tròng bám sát voi con đang chạy theo voi mẹ. Voi con chạy một lúc tỏ ra mệt, loạn nhịp bước. Đoàn săn cố làm sao tách được voi mẹ chạy theo đường khác bằng voi phụ trợ, còn voi chính sẽ đuổi theo voi con, dùng dây tròng móc lấy chân sau của voi con. Khi móc được rồi để cho voi con chạy thêm ít bước nữa, lựa một cây to nào đó trên đường chạy, nhanh chóng quăng dây cột lại, voi con chạy vòng quanh theo thân cây như tự trói mình tại chỗ. 

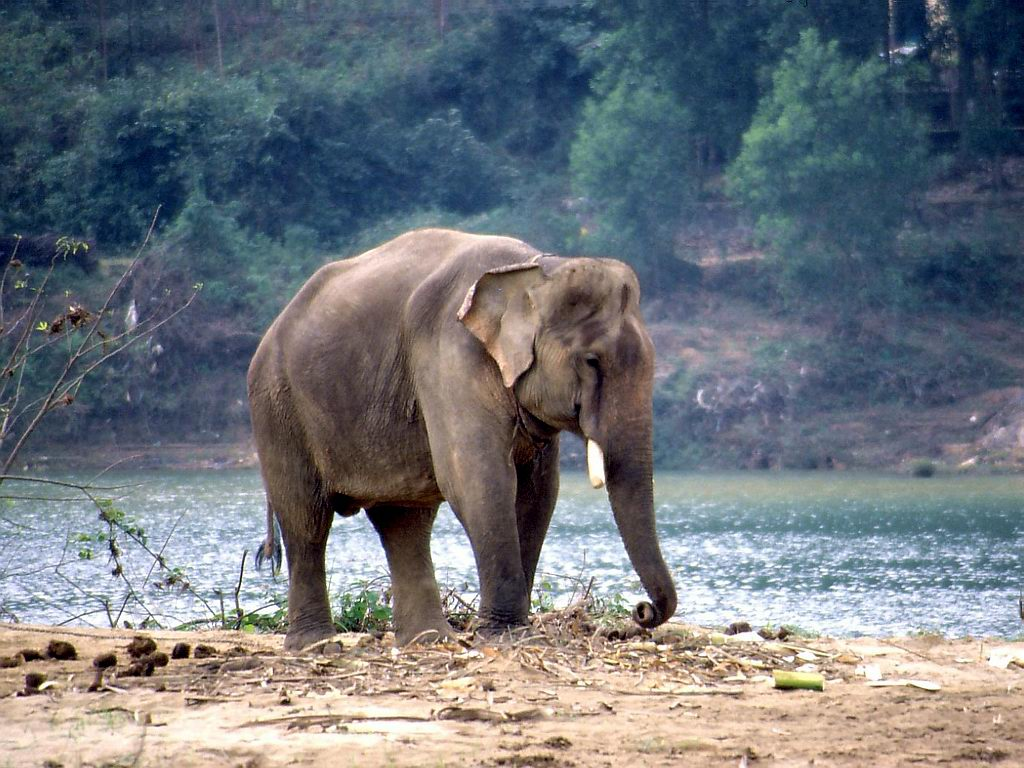
Một con voi được thuần dưỡng để làm việc

Các con voi rừng to chạy loạn, voi con chạy theo không kịp nên bị lạc đàn, bị voi thợ chặn lại. Ngay lúc ấy, thợ săn nhanh tay quăng dây brắt bung xuống đất, chờ khi nào voi con đạp chân sau vào vòng dây bung thì giật mạnh, voi con sẽ bị buộc chặt nơi chân sau. Nhờ sợi dây dài nên voi rừng càng chạy càng bị vướng và tự trói mình vào những gốc cây sau khi bị đuổi bắt kiệt sức. Người thợ chính khi thấy nó đã mệt, quan sát thấy cái chân trái đã yếu không thể trụ được liền quăng sợi dây thòng lọng vào chân đó. Khi đã buộc được vào chân trái voi rừng con, người thợ phụ như sóc nhảy xuống đất thật nhanh tìm gốc cây lớn gần đó buộc sợi dây thành một vòng tròn. Con voi con sợ sệt chạy ra xa thì càng bị buộc chặt vào chân, khi thấy voi con đã mệt không thể kháng cự liền dùng những con voi nhà to khỏe áp giải con voi con trở về.
Đến đây coi như cuộc đi săn đã kết thúc. Họ thổi tù và báo cho mọi thành viên trong đoàn biết cuộc đi săn đã thành công tốt đẹp. Mỗi khi bắt được voi rừng về, mọi người chưa đưa ngay về buôn làng mà chỉ cử người về báo tin vui (hoặc thổi tù và sừng trâu báo hiệu người làng cũng biết là bắt được voi rừng). Voi con được đưa về khu rừng cạnh buôn, nơi có bãi cỏ, ven suối và có cây vừa che mát, vừa để buộc voi khi tập. Ta có thể gọi nơi đó là bãi thuần dưỡng (Ntuk rđăp rveh). Nếu đoàn săn không thành công hoặc có người thiệt mạng người ta đánh vào trống da trâu dày, âm thanh phát ra chát tai báo hiệu chuyến săn bất thành. Theo luật tục trong một chuyến săn, phải bắt được ba con voi con rừng, nếu bắt được hai con thì phải thả lại một con vì đó là dấu hiệu không may mắn. Khi trong gia đình có người săn voi, người nhà cắm 2 nhành cây tươi trước cửa nhà, không tiếp khách vì sợ luồng gió lạ không đem đến may mắn.
Theo tường thuật của Blazé khi tháp tùng vua Bảo Đại ở La Ngà thì cuộc săn bắt đầu khi thợ săn cưỡi đoàn voi nhà ùa vào đàn voi rừng ngược hướng gió để khỏi bị phát giác. Voi nhà thì chia thành ba loại. Đầu cùng là voi dìu (tiếng Anh:beater); kế đến là voi thúc (fighter) và sau cùng là voi săn (captor). Mỗi con voi nhà có nài cưỡi voi ngồi ở đầu voi điều khiển và một người phó ở cổ voi. Thợ săn chính thì cầm một cần dài khoảng 3 mét, đầu cần mắc thòng lọng nối với đoạn thừng dài 20-30 mét. Khi voi rừng bỏ chạy thì voi dìu được điều khiển tiến vào để voi rừng bớt hoảng sợ. Voi dìu không cần voi lớn, chỉ cần nhanh chân để chạy len vào và trấn an nhóm voi rừng. Nếu voi rừng chạy loạn vào bờ bụi rừng sâu thì sẽ dùng voi dìu đẩy theo hướng đồng trống có chực sẵn voi săn.
Kế đến điều voi săn tiến vào dùng đầu ghì lấy hông voi rừng trong khi người thợ lấy cần dài móc thòng lọng vào chân sau của voi. Người phó trên lưng voi săn sau đó thả lỏng hoặc kéo chặt thừng để sao thừng không bị rối. Voi rừng khi bị thòng lọng ở chân thì dần chậm lại rồi bị đưa đến một gốc cây lớn. Người thợ phó liền nhảy xuống đất và mau chân cầm cuộn thừng chạy quanh gốc cây buộc voi rừng vào đấy. Voi thúc, tức những con voi lớn nhất lúc này mới tiến vào cản voi rừng không tấn công người buộc thừng vào gốc cây. Đoàn người sau đó sẽ buộc cổ voi rừng bằng một vòng thừng. Vòng này lại buộc với vòng cổ của voi nhà khiến hai co không rời nhau được. Voi rừng sau đó được đưa về trại buộc, vòng cổ buộc vào một cành cao và voi bị bỏ đói, không cho ăn uống 24 giờ. Voi rừng sẽ cố bứt thừng thoát ra nhưng càng vùng vẫy, càng lả sức. Người luyện sẽ cho voi ăn nếu voi không còn hung dữ nhưng nếu còn đập phá thì sẽ bỏ đói thêm. Khi voi chịu cho đến gần thì người luyện voi sẽ đặt tên cho voi rồi lặp đi lặp lại với mỗi hành động và mệnh lệnh. Khi dạy voi đi lại, tắm rửa thì người luyện cưỡi một con voi cái đi kèm.

## Thương mại

### Ngà voi
Với giá rất đắt, những chiếc ngà voi đang trở thành một trong những vật phẩm quý giá nhất trên thế giới. Vào thời điểm năm 2010 giá của 1 kg ngà voi cắt miếng lên tới 1.863 USD. Chính vì vậy, số lượng voi bị giết ngày càng nhiều tại khắp các quốc gia trên thế giới. Voi châu Phi đang đứng trước nguy cơ tuyệt chủng do tình trạng săn bắn trái phép lấy ngà voi, vốn được sử dụng như một những vật dụng trang trí sang trọng trong các gia đình châu Á và đồ trang sức. Sau khi giết voi, các tay thợ săn sẽ lấy ngà cưa cắt ra làm các đồ mỹ nghệ hoặc để ngà voi nguyên chiếc. Tại nhiều quốc gia châu Phi nơi có số lượng voi hoang dã đông nhất thế giới thì nạn giết voi lấy ngà ngày càng trầm trọng. Tình trạng nghèo đói lan tràn, khoản tiền kiếm được nhờ săn voi là mối lợi lớn đến nỗi người ta có thể bất chấp rủi ro để hạ sát voi. Ngành công nghiệp săn bắn và buôn lậu ngà voi bất hợp pháp hiện có giá trị lên tới hơn 10 tỉ USD mỗi năm và nếu tình trạng săn bắt hiện nay tiếp tục, chỉ tầm 10 năm nữa loài voi châu Phi sẽ tuyệt chủng

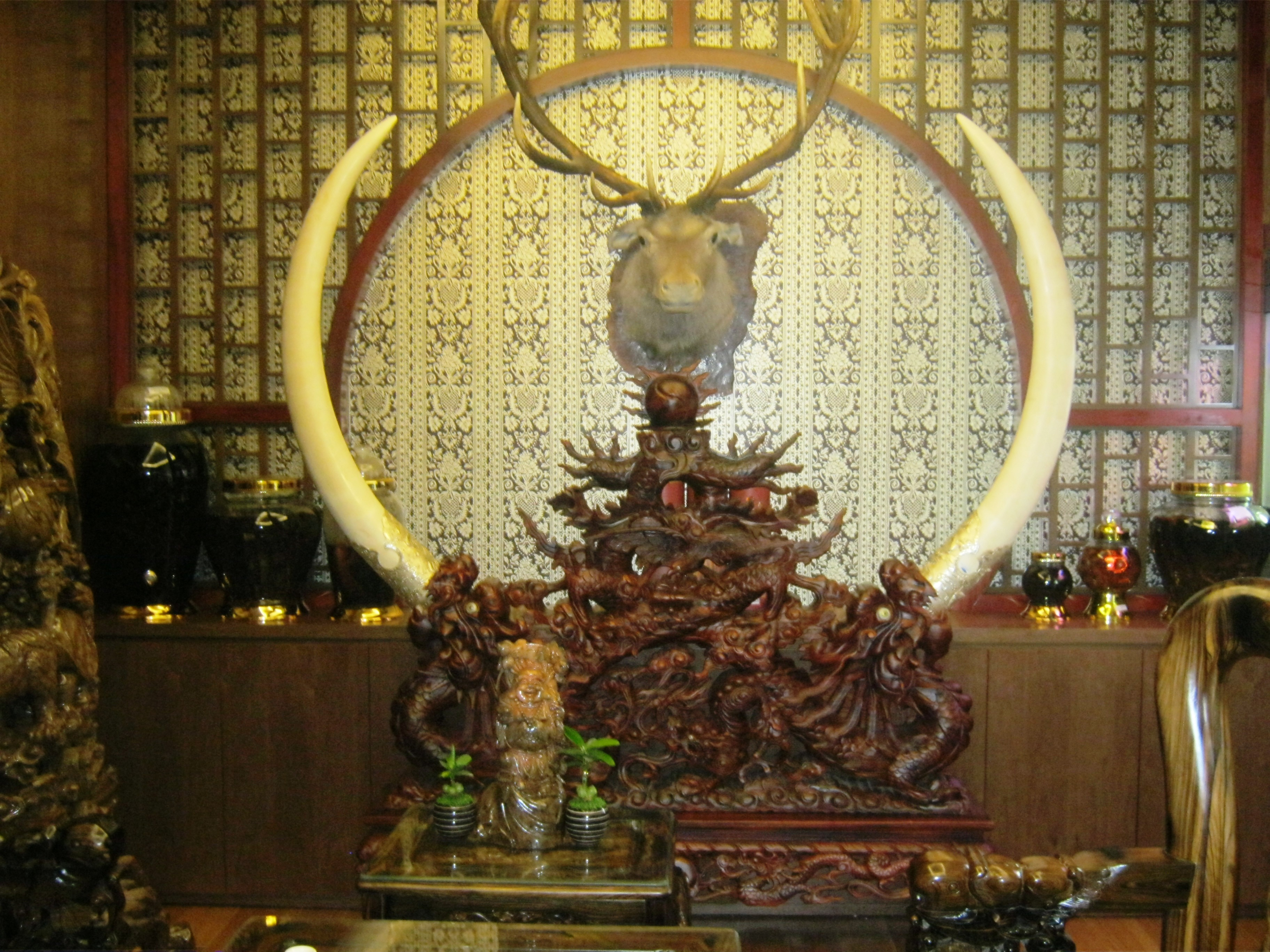
Ngà voi trong Dinh Thống Nhất

Ngà voi thu được từ những chuyến đi săn như vậy được buôn lậu về châu Á. Tại đây, chúng được gia công, điêu khắc và bán dưới dạng các tác phẩm nghệ thuật với giá rất cao. Một chiếc ngà voi lớn có thể mang lại lợi nhuận cho người bán khoản tiền lên tới 6.000 USD. Nhiều thợ săn còn sẵn sàng giết những chú voi nhỏ để lấy những cặp ngà tí hon dùng làm vật may mắn. Nhiều người tin rằng, giữ ngà voi bên mình giúp cho cơ thể khỏe mạnh và xua đuổi ma quỷ. Những quảng cáo liên quan tới sản phẩm từ ngà voi là một trong những nguyên nhân khiến nạn săn ngà voi tăng vọt.
Khoảng 10 nghìn quảng cáo về ngà voi bằng tiếng Nhật xuất hiện trên Google. Khoảng 80% số đó quảng cáo cho hanko (ấn chương, ấn triện), những con dấu nhỏ được sử dụng rộng rãi ở Nhật Bản để đóng dấu các tài liệu chính thức. Các quảng cáo còn lại quảng bá đồ chạm trổ và các vật dụng nhỏ khác. Những con dấu này là hàng hóa hợp pháp và người ta thường gắn cụm từ "bằng ngà voi" vào chúng. Doanh số hanko của Nhật Bản là một yếu tố ảnh hưởng tới nhu cầu lớn đối với ngà voi và khiến nạn săn trộm voi khắp châu Phi tái diễn trên phạm vi rộng.
Mặc dù những đàn voi được bảo vệ trong các vườn quốc gia nhưng vì giá trị của cặp ngà mà chúng sở hữu đã vô tình đẩy chúng tới chỗ nguy hiểm. Những tên săn trộm ngày càng chuyên nghiệp và manh động để có thể sở hữu được những cặp ngà quý giá. Chúng không từ mọi thủ đoạn để đạt được mục đích của mình. Tại những quốc gia này, lực lượng kiểm lâm phải bước vào cuộc chiến sinh tử với những tên săn trộm ngà voi. Trong những cuộc đối đầu đã có không ít tên săn trộm ngà voi và cả kiểm lâm thiệt mạng. Những con voi bị giết một cách dã man khi để lấy được phần ngà của chúng thì những kẻ sát trộm không ngần ngại dùng rìu chặt đầu và trên những bãi đất trống là xác những con voi không đầu, thậm chí tay chân cũng bị chặt nát. Vì lợi nhuận mà một số nhân viên ở vườn quốc gia châu Phi không những đẩy mạnh hoạt động bảo tồn mà trái lại còn tiếp tay cho kẻ giàu có độc ác. Tại một số nước Nam Phi như Kenya, Tanzania, người ta cho phép bạn săn những con voi già yếu nếu như trả 50.000 USD.

### Vận chuyển
Các tuyến đường vận chuyển ngà voi đã được hình thành từ các hải cảng ở Tây và Trung Phi tới Đông Phi với Tanzania và Kenya là đầu ra cho các hoạt động buôn bán bất hợp pháp ra khỏi châu Phi. Malaysia, Việt Nam và Hồng Kông là những tuyến trung chuyển với điểm tiêu thụ cuối cùng là Trung Quốc và Thái Lan. Tuy nhiên, trong hai năm, những kẻ buôn lậu đã bắt đầu sử dụng các tuyến đường mới hình thành ở một số quốc gia như Togo và Bờ Biển Ngà như các địa điểm xuất khẩu của châu Phi cùng với Indonesia, Tây Ban Nha, Sri Lanka và Các tiểu vương quốc Ả Rập thống nhất là các điểm trung chuyển mới. Đứng hàng đầu trong số những nước trung chuyển loại hàng này là Nigeria, Kenya, Tanzania và đặc biệt là Malaysia, nơi có tới 6 vụ buôn lậu bị phát giác trong năm 2011.
Những kẻ săn trộm thường tấn công voi tại một nước rồi vận chuyển ngà voi lậu từ nước láng giềng để trốn tránh luật pháp. Chẳng hạn như 6,5 tấn ngà voi bị thu giữ tại Singapore năm 2002 được vận chuyển từ Malawi, nhưng xét nghiệm DNA cho thấy số ngà voi này có nguồn gốc từ vùng trung tâm Zambia. Tương tự, một vụ vận chuyển 3,9 tấn năm 2006 bị bắt tại Hongkong đến từ Cameroon, nhưng kết quả DNA cho thấy nguồn gốc số hàng này từ trung tâm Gabon. Ngà voi bị chính quyền thu giữ nằm bên cạnh vũ khí được những tay săn trộm sử dụng, bao gồm cả súng phóng lựu để chống lại kiểm lâm bảo vệ đàn voi. Các bằng chứng thu thập được từ các vụ bắt giữ lớn gần đây cho thấy một điều chắc chắn rằng ngà voi không đến từ những vùng địa lý rộng lớn mà những kể săn trộm nhắm vào những bầy voi nhất định.
Năm 2012, chính quyền Malaysia đã phát hiện và thu giữ 1,4 tấn ngà voi tại cảng Klang, ở phía tây thủ đô Kuala Lumpur. Ngà voi và sản phẩm bằng ngà voi bị hải quan Malaysia tịch thu. Số ngà này được gửi từ Mombasa, Kenya và nơi đến là Cam Bốt. Trong vụ bắt giữ năm 2011, cơ quan chức năng đã tịch thu 727 chiếc ngà, được dấu trong các thùng hàng ở cảng Mombasa, Kenya, và địa chỉ nơi nhận chúng là châu Á. Giới chức Hong Kong cũng từng tịch thu hơn một tấn ngà voi từ Kenya. Trị giá của số ngà voi này lên tới 1,4 triệu USD. Theo thông lệ, các thùng chứa ngà voi bất hợp pháp thường được gửi đến Thái Lan hoặc Trung Quốc. Việc xuất hiện một tầng lớp trung lưu tại các nước này, luôn thèm khát những sản phẩm xa xỉ, đã góp phần thúc đẩy các hoạt động buôn bán ngà voi trái phép.
Đợt bán ngà voi có kiểm soát đầu tiên được thực hiện vào năm 1999. Tệ nạn buôn lậu đã giảm liên tục trong 5 năm sau đó nhưng tăng trở lại kể từ 2004. Giao dịch có kiểm soát gần đây nhất là vào năm 2008. Namibia, Botswana và Zimbabwe đã bán 200 tấn ngà voi cho Trung Quốc và Nhật Bản. Đó là số ngà thu lượm được từ những con voi chết già hoặc được phép bắn hạ để điều hòa số lượng. Tuy nhiên, tệ nạn buôn lậu lại tăng mạnh kể từ 2009 cho đến nay cho thấy khó có thể kết luận được mối quan hệ nhân quả giữa việc cho phép bán ngà voi có kiểm soát và tệ nạn buôn lậu. Các tổ chức bảo vệ động vật hoang dã đang gây áp lực đòi các chính phủ ở châu Phi phải gia tăng phương tiện trong cuộc đấu tranh chống tệ nạn săn bắn voi trái phép lấy ngà.

### Thị trường

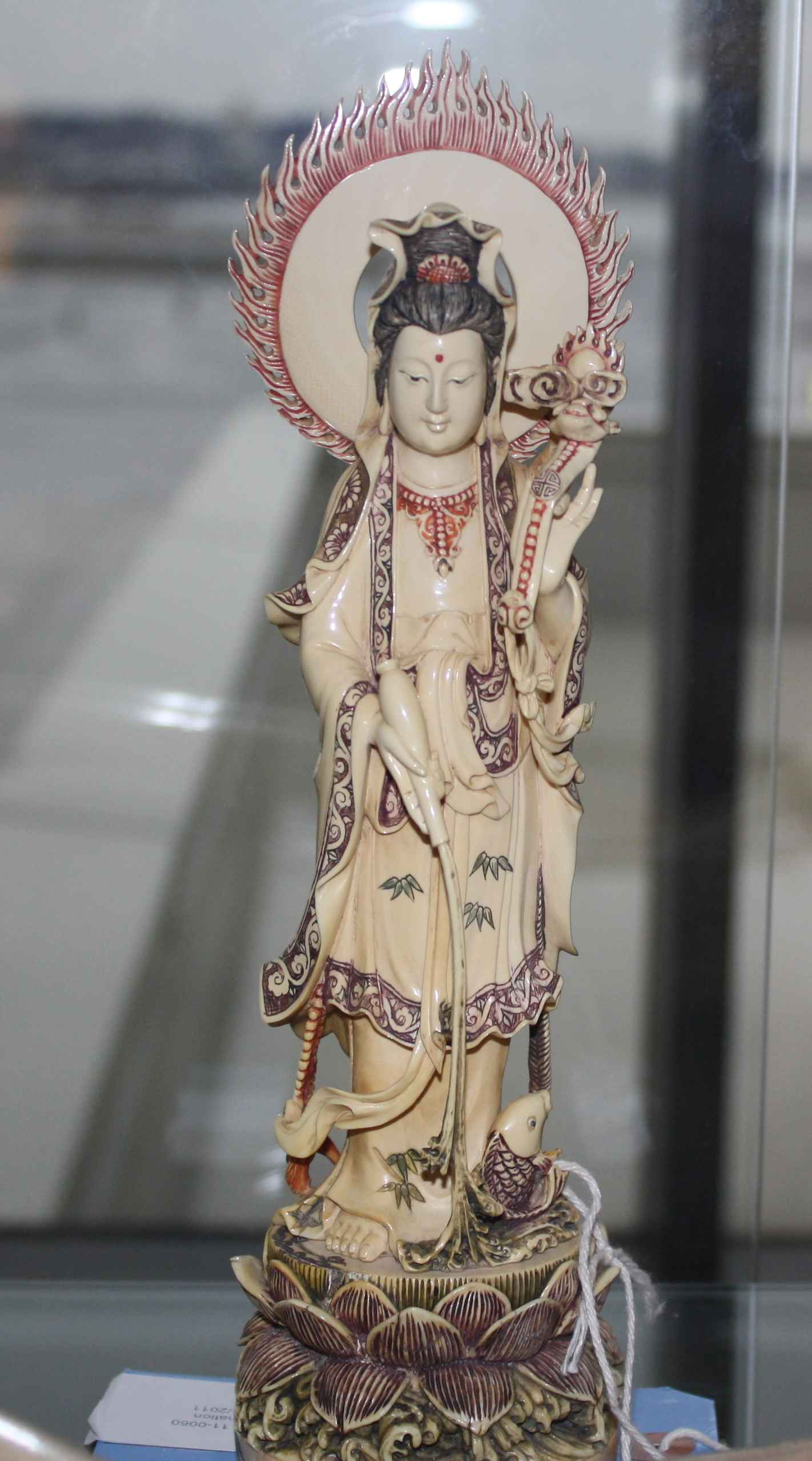
Tượng Quan âm chạm khắc từ ngà voi

Việc buôn bán ngà voi trái phép hầu hết do các tổ chức tội phạm lớn thực hiện và xuất phát từ nhu cầu của các thị trường lớn mạnh như Trung Quốc và Nhật Bản, nơi ngà voi được sử dụng để chạm khắc những con dấu gọi là hanko cùng nhiều đồ mỹ nghệ khác. Tiếp nối thêm danh sách các quốc gia đích đến của ngà voi, trong vài năm trở năm trở lại đây nhu cầu đã tăng mạnh tại Hoa Kỳ, nơi ngà voi được dùng để làm chuôi dao hoặc báng súng. Hoa Kỳ là quốc gia đứng thứ hai sau Trung Quốc trong các thị trường tiêu thụ ngà voi bất hợp pháp. Nhưng việc buôn bán trái phép ngà voi không được chú trọng bởi các công tố viên, và các đạo luật mới nhằm thúc đẩy thương mại toàn cầu khiến việc săn trộm ngà voi trở thành công việc lợi nhuận cao, nguy cơ thấp.
Trung Quốc là nước có thị trường tiêu thụ ngà voi lớn trên thế giới. Ước tính tới năm 2010, 90% ngà voi buôn bán ở Trung Quốc là từ săn bắn trái phép. Cơn khát ngà voi tại Trung Quốc đổ thêm dầu vào ngọn lửa bạo lực và đổ máu khắp châu Phi cũng như Trung Đông. Ngà voi trở thành nguồn tài chính chủ yếu của các tổ chức phiến quân như al-Shabab tại Somalia và Quân đội kháng chiến của thượng đế (LRA) ở Uganda và Nam Sudan. Đằng sau các đồ trang sức ngà voi là tội ác. LRA kiếm được 4-12 triệu USD mỗi năm từ buôn lậu ngà voi. Các nhóm phiến quân như al-Shabab buôn lậu ngà voi để tiếp vốn cho hoạt động khủng bố.
Sự thịnh vượng của Trung Quốc cùng với một làn sóng lớn công nhân và các nhà đầu tư nước này trên khắp châu Phi đã khiến nhu cầu đối với ngà voi tăng vọt trên lục địa đen. Phần lớn lượng ngà voi nhập vào Trung Quốc đi qua ngả Hong Kong. Ước tính tổng lượng ngà voi đến thị trường Trung Quốc chiếm 60-90% nguồn cung từ châu Phi. Giá ngà voi ở Trung Quốc tăng gấp ba lần trong vòng bốn năm qua, hiện lên đến 2.100 USD/kg. Năm 2013, nhà chức trách Hong Kong thu giữ tới 8.041 kg ngà voi, một con số kỷ lục, cao hơn 40% so với năm 2012 và 300% so với năm 2003. Các nước đang bàn thảo khả năng thực hiện cơ chế ra quyết định (DMM), cung cấp cho một số nước ủng hộ buôn ngà voi như Trung Quốc và các quốc gia châu Âu cơ chế mua bán ngà voi hợp pháp. Thực tế thị trường thương mại ngà voi hợp pháp luôn trở thành vỏ bọc che đậy hoạt động buôn lậu ngà voi bất hợp pháp